# Пол Маккартні
Сер Джеймс Пол Макка́ртні MBE (англ. James Paul McCartney; нар. 18 червня 1942, Ліверпуль) — англійський співак, композитор, автор пісень, мультиінструменталіст, музичний продюсер, підприємець, лауреат численних премій Grammy, кавалер Ордена Британської імперії, лицар Британської імперії. Здобув всесвітню популярність як один із засновників і учасників рок-гурту The Beatles. Разом із Джоном Ленноном сформував один із найвпливовіших і найуспішніших творчих тандемів, який написав одні з найпопулярніших пісень в історії рок-музики.
Із розпадом гурту «Бітлз» Маккартні почав успішну сольну кар'єру й заснував гурт Wings разом з дружиною Ліндою Істмен Маккартні й гітаристом Денні Лейном. Окрім поп- і рок-музики він писав електронну й класичну музику, а також музику для кінофільмів. Як сольний артист випустив численні альбоми. Брав участь у благодійних концертах. Займає 64-ту позицію в британському рейтингу «100 геніїв сучасності».
Занесений у Книгу рекордів Гіннеса як найуспішніший музикант і композитор-пісняр усіх часів. 2024 року став першим британським музикантом-мільярдером.
Пісню «Yesterday» найчастіше виконують інші музиканти (існує приблизно 2500 різноманітних версій пісні) і вона звучала тільки на американському радіо й телебаченні понад 7 мільйонів разів. «Mull of Kintyre», сингл його гурту Wings, продали накладом понад 2 мільйони примірників, що стало рекордом музичної індустрії Великої Британії.
Визначна постать шоубізнесу, Маккартні також знаний як філантроп, пропонент вегетаріанства, маля́р, активіст рухів Make Poverty History (з підтримки країн Третього світу) і PETA (за гуманне поводження з тваринами), кампаній проти використання протипіхотних мін і полювання на морських котиків.

## Ранні роки (1942—1957)

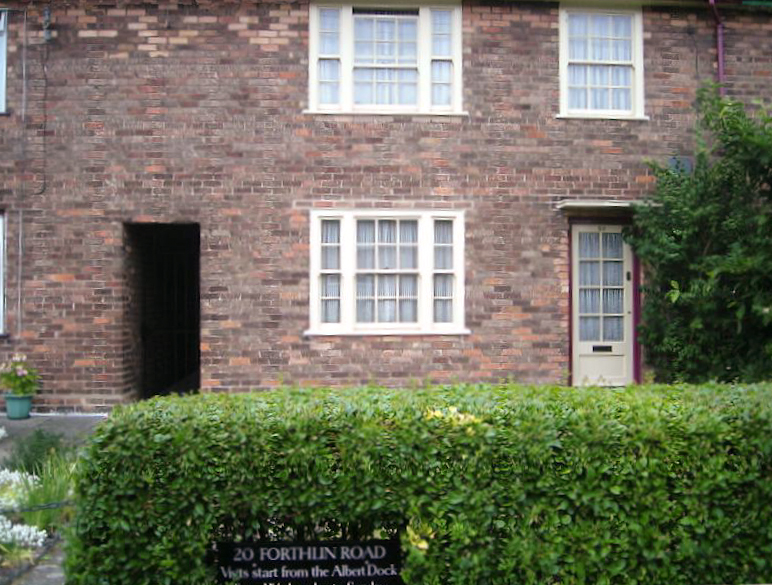
Фортлін Роуд 20, будинок, у якому пройшло дитинство Пола Маккартні.

Пол Маккартні народився у Вултонському госпіталі в Ліверпулі. Мати Пола, Мері Моган (Mary Mohan, 1909—1956), була католичкою, батько, Джеймс Маккартні (James McCartney, 1902—1976), знаніший як Джим, був хрещений як протестант, але вважав себе агностиком. Самого Пола хрестили у католицькій церкві, але його не виховували у певних релігійних традиціях. Обоє батьків Маккартні були ірландського походження. Вони одружилися 1941 року.
Джим Маккартні починав кар'єру на бавовняному підприємстві як розносник бавовни; потім отримав підвищення — посаду торговця бавовною. Перед війною бавовняна промисловість була закрита і його направили в Нейпірс, на будівельні роботи. Пізніше Джима перевели до ліверпульського відділу Санітарної корпорації, де він працював інспектором відділу утилізації відходів машинобудівної компанії У вільний час він займався музикою, виступаючи на танцмайданчиках зі своїм джазовим ансамблем, Jim Mac Jazz Band. Він багато музичив на роялі, і у домі Маккартні завжди звучала класична музика й джаз.
До одруження Мері працювала медсестрою у Вултонскому госпіталі й заробляла не менше, а часом і більше від Джима. Спочатку вони вирішили, що після народження первістка Мері стане домогосподаркою, але через скрутне фінансове становище родини вона повернулася до лікарні. Тепер вона працювала патронажною медсестрою й від виклику до виклику була з сім'єю. 7 січня 1944 року народився брат Пола, Майкл. Родина Маккартні часто переїжджала: спочатку вони мешкали у Воллейсі, потім у Спік, а в 1955 році влаштувалися в районі Аллертон, у будинку № 20 на Фортлін-роуд, за дві милі від будинку на Менлав-авеню, де жив Джон Леннон.
Малий Пол був ввічливим, слухняним і спокійним, не цяця-хлопчиком, але, на відміну від Леннона й свого брата, утверджував свою індивідуальність і незалежність не бунтарством, а дипломатією. У початковій школі був одним із найкращих учнів і, успішно закінчивши її, легко вступив до престижної школи для хлопчиків за назвою «Ліверпульский інститут». До цієї школи ходив і Джордж Гаррісон, з яким Пол познайомився в автобусі по дорозі додому в 1954 році. Високі вимоги до учнів у «інституті» були Полу під силу. Він проявляв особливу схильність до англійської літератури. 1953 року він одержав спеціальну премію Коронарії за твір. Однак поступово Пол втратив інтерес до навчання, а коли довідався, що батько планує у майбутньому послати його навчатися до університету, навмисне почав учитися гірше.

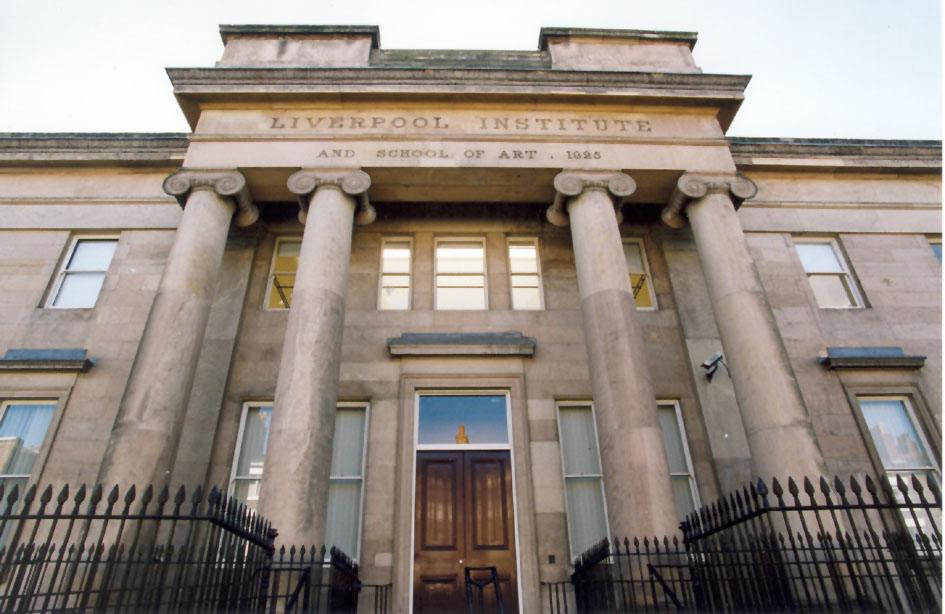
«Ліверпульський інститут» — школа, в якій учився Маккартні.

Коли Полу виповнилося 14 років, у Мері Маккартні, яка була завзятим курцем, було виявлено рак молочної залози на безнадійній стадії. Вона померла 31 жовтня 1956 року в 45-річному віці. Відтоді Джим був і матір'ю, і батьком для двох своїх синів, і одружився вдруге у 1964 році, коли Пол уже став знаменитим музикантом. Виховувати хлопчиків йому допомагали його сестри.
У дитинстві Пол любив слухати радіо, i йому подобалася музика з мюзиклів за участю Фреда Астера. Джим намагався прищепити синам любов до музики, i за його рішенням Пол і Майкл брали уроки гри на фортепіано, але навчання їх не зацікавило й тому не дало результатів. Джим також хотів, щоб Пол співав у ліверпульському кафедральному хорі, але той зробив усе, щоб його туди не прийняли. Однак пізніше він все-таки деякий час співав у хорі в церкві святого Барбанаса.
Свій перший музичний інструмент, трубу, Пол одержав від батька в день народження, коли йому виповнилося 12 років. Однак йому не сподобалося те, що граючи на трубі він не міг співати. В 14 років він у музичному магазині виміняв трубу на акустичну гітару «Framus Zenith» 17-ї моделі. Спочатку з гітарою в нього теж не виходило, але якось він побачив зображення із гітаристом-шульгою, і у нього виникла ідея перетягнути струни так, щоб брати акорди правою рукою. Пол був шульгою, але, за його словами, усвідомив це саме завдяки гітарі. Відтоді гітара стала його головним захопленням — він міг грати на ній цілодобово. На думку його брата Майкла, та запеклість, із якою він освоював гітару, була природною реакцією на смерть матері — це хобі відволікало його від туги. Джим Маккартні, який сам був музикантом-аматором, заохочував захоплення сина.
Як і його однолітки, Пол зацікавився естрадною музикою, часто ходив на концерти популярних тоді гуртів музики скіфл, слухав передачі «Радіо Люксембург», що першим у Європі стало транслювати пісні американських зірок рок-н-ролу. Він розучував хіти Елвіса Преслі, Літл Річарда, братів Еверлі, яких чув по радіо або з музичних автоматів, і майстерно наслідував цих виконавців. Однак він ще не прагнув приєднатися до якогось гурту або заснувати свій власний і займався музикою просто для власного задоволення. Багато часу хлопець проводив із приятелями Ієном Джеймсом і Джорджем Гаррісоном, які теж навчались грати на гітарі. Він почав одягатися за останньою модою — у стилі «тедді-бойз», перестав стригтися й робив зачіску як у Тоні Кертіса.
Улітку 1957 року, відпочиваючи разом з батьком і братом у пансіонаті «Батлінз» у графстві Йоркшир, Пол уперше потрапив на сцену — серед відпочивальників влаштували музичний конкурс, в якому вони з братом взяли участь. Вони вдвох проспівали пісню братів Еверлі «Bye Bye Love», а потім Пол сам виконав рок-н-рол «Long Tall Sally» Літл Річарда.

## The Quarrymen i The Silver Beetles (1957—1960)
Один зі шкільних товаришів Пола на ім'я Айвен Воен грав у скіфл-гурті свого сусіда Джона Леннона, що називався The Quarrymen (Хлопці з «Кворрі»). 6 липня 1957 року за його запрошенням Пол прийшов на концерт гурту, який відбувся в саду парафіяльної цервки Святого Петра в районі Вултон. Там він познайомився з Ленноном. Як потім згадував Маккартні, він примітив, що Леннон грав на гітарі як на банджо, і показав йому правильні гітарні акорди. Пол зіграв кілька популярних хітів — «Twenty Flight Rock» Едді Кокрена, «Be Bop a Lula» Джина Вінсента й свою власну пісню «І Lost My Little Girl». Леннона вразила майстерність гри Маккартні й те, що він знав слова пісень напам'ять і сам писав пісні. Через кілька днів Маккартні запросили грати в The Quarrymen, і він погодився.
Наступні місяці Маккартні й Леннон були цілком зайняті тим, що вивчали один одного. Вони проводили разом увесь вільний час, удвох прогулювали школу і грали на гітарах дома у Пола. Їх з'єднало не тільки захоплення музикою й любов до жартів, але й те, що обоє пережили смерть матерів.
| «Я почав розвиватися в зовсім іншому напрямку, — згадував Пол, — Коли я познайомився з Джоном, усе змінилося. Дружба з ним стала щастям. І хоча він був на два роки старший за мене, а я був ще дитиною, думали ми зовсім однаково.»[21]. |
Спочатку Мімі, тітці Леннона, яка виховувала його з дитинства, Маккартні зовсім не сподобався, тому що той, за її словами, належав до «робітничого класу». Своєю чергою Джим Маккартні з недовірою ставився до бешкетника Леннона, вважаючи, що через нього Пол попаде в халепу, але пізніше він дозволив гурту збиратися на репетиції в їхньому будинку.
Нагод для виступів спочатку було небагато, i нові друзі переважно розучували пісні для поповнення репертуару. Пол надихнув Джона складати власні пісні, замість того, щоб переробляти чужі. Хлопці добре спрацювалися і вдвох придумували оригінальні мелодії та аранжування. Наприкінці 1958 року в їхньому авторському активі налічувалося вже біля півсотні пісень, включаючи ранні варіанти «Love Me Do» i «One After 909». Музику скіфл з її пральними дошками й бляшаними банками вони вже вважали несерйозною і дедалі більше схилялися до рок-н-ролу. Їхніми головними кумирами були Елвіс Преслі й Бадді Голлі.
Перший виступ Пола в складі гурту The Quarrymen відбувся в «Клубі консерваторів» у районі Бродвей — тоді він незграбно виконав гітарне соло й після вирішив, що ніколи не буде соло-гітаристом.
Незабаром у Пола виникла ідея взяти в гурт свого друга Джорджа Гаррісона, і той приєднався до гурту як соло-гітарист у 1958 році. Джон, Пол і Джордж склали основу колективу. Склад гурту не був стабільним, його учасники часто мінялись — одні не ладнали з Джоном, іншим ставало нудно. Наприкінці 1958 року гурт тимчасово розпався, але незабаром возз'єднався у новому складі — з товаришем Леннона по художньому коледжу, Стюартом Саткліффом, що грав на бас-гітарі, і барабанщиком Пітом Бестом.
Гурт змінив безліч назв, включно зі Johnny and The Moondogs, Long John and The Silver Beetles, The Silver Beetles, поки в 1960 вони врешті не зупинилися на назві The Beatles («Бітлз») (сполучення англійських слів «beat» — ритм, біт, і «beetles», жуки — наслідування назви гурту їхнього кумира Бадді Холлі — The Crickets, цвіркуни). Це сталося перед від'їздом до Гамбургу для виступів за контрактом.

## Роки в The Beatles (1960—1970)

### Початок

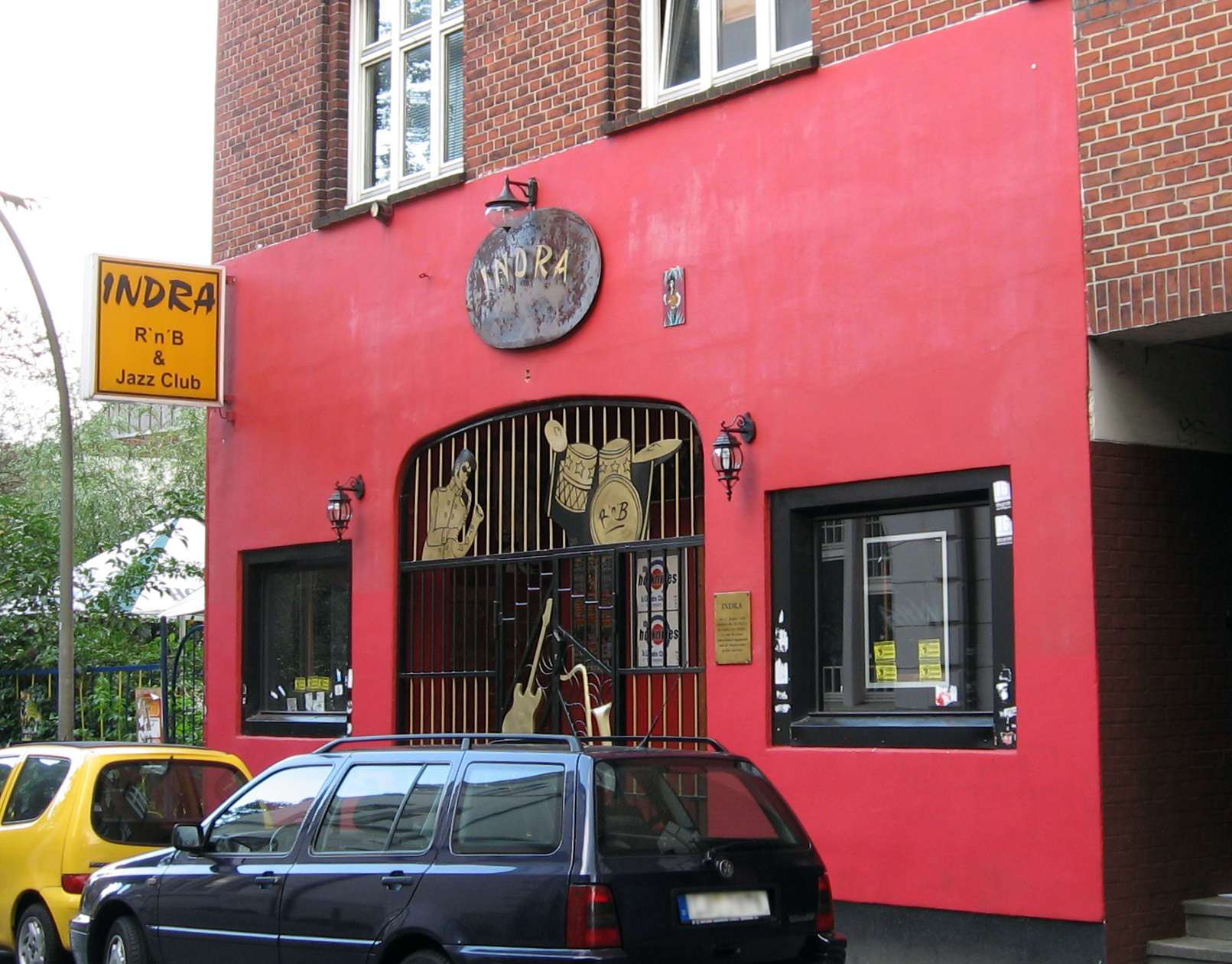
Клуб «Індра», Гамбург.

На початку 1960 неофіційним менеджером «Бітлз» став Еллен Вільямс, власник бару «Джакаранда», у якому гурт репетирував. Він шукав ангажементів для музикантів на концертні виступи. Спочатку гурт разом з іншими ліверпульськими музикантами, включно зі співаком Джонні Джентлом, відправився в турне по Північній Шотландії. Влітку 1960 року Вільямс познайомився із Бруно Кошмідером — він підшуковував нових виконавців для виступів у своєму молодіжному клубі в Гамбурзі й запросив «Бітлз». Джим Маккартні спочатку не хотів відпускати в Німеччину юного сина, але коли довідався про обіцяну зарплату — ?2.50 щоденно кожному музикантові, що перевищувало заробіток самого Джима, — він погодився. 16 серпня 1960 року Пол разом із Ленноном, Гаррісоном, Саткліффом і Бестом залишив Англію, а 17-го вже вийшов на сцену нового гамбурзького клубу «Індра», нещодавно відкритого Кошмідером. Незабаром вони перейшли в новий клуб — «Кайзеркеллер», а в жовтні 1960 року стали виступати в престижному нічному клубі «Топ Тен». У Ліверпулі вони рідко грали довше одної години на день — але у Гамбурзі їм доводилося виступати принаймні вшестеро довше й без вихідних днів. Відрепетированих композицій часто бракувало, і музиканти часом без підготовки виконували нові пісні, на ходу підбираючи акорди й експромтом придумуючи тексти. Місяці у Гамбурзі стали для них гарною школою, де вони отримали досвід концертних виступів і розвили виконавську майстерність. Щоб зберегти енергію для багаточасових виступів, вони почали вживати різноманітні пілюлі. Після виснажливих нічних концертів «Бітлз» спали в маленьких брудних кімнатках у будівлі кінотеатру «Бембі». Одного разу, повернувшись у кінотеатр вони застали своє житло в непроглядній темряві й розпалили вогонь, внаслідок чого почалася невелика пожежа. Небезпеки вона не створила, однак музиканти потрапили у в'язницю за обвинуваченням у підпалі. Неповнолітнього Джорджа Гаррісона депортували тому, що він не мав права працювати за кордоном. За ним до Англії повернулися й інші учасники гурту.
Прибувши додому, Пол за наполяганнями батька пішов на біржу праці шукати роботи. Він улаштувався в фірму, що займалася розсиланням поштових відправлень у доках, і розвозив посилки. Надалі він також працював у фірмі «Массі і Коггінз» робітником — намотував електричні котушки, але звільнився через кілька місяців, коли гурт став регулярно виступати в місцевому клубі «Каверн». У рідному місті їм доводилося конкурувати з більш ніж 300 музичними колективами. Маккартні розумів, що всі вони грали однакові пісні, і вони з Джоном стали складати більше власних пісень і виконувати їх на сцені.
Коли Джорджу виповнилося 18, «Бітлз» знову їздили на гастролі в Німеччину. Там вони акомпанували популярному співаку Тоні Шерідану, з яким записали й випустили кілька пісень (включно зі «My Bonny»).
До 1961 року Пол, як і Джон, був ритм-гітаристом, а бас-гітару брав у руки лише коли Саткліфф через приступи головного болю не міг вийти на сцену. Постійним бас-гітаристом він став улітку 1961 року, коли Саткліфф залишив гурт. Спочатку Пол грав на басі Саткліффа, а пізніше, на зароблені гроші купив зручнішу бас-гітару Hofner-«скрипка» — коли шульга Маккартні перевертав її для гри лівою рукою, її регулятори звуку не заважали йому грати. Надалі він придбав Hofner, спеціально змодельовану для шульг.
У листопаді 1961 року під час виступу в клубі «Каверн» у Ліверпулі «Бітлз» познайомилися із Браяном Епштейном, менеджером магазину грамплатівок. 13 листопада 1961 року вони підписали контракт, згідно з яким Епштейн став їхнім офіційним менеджером. Він почав шукати для гурту контракти з фірмами звукозапису, і після декількох невдалих прослуховувань 9 травня 1962 року вони підписали контракт із фірмою Parlophone, відділенням корпорації EMI. Продюсером гурту став Джордж Мартін. Музиканти (з новим ударником Рінго Старром, що замінив Піта Беста) переїхали в Лондон працювати в тамошніх студіях ЕМІ.

### У зеніті слави

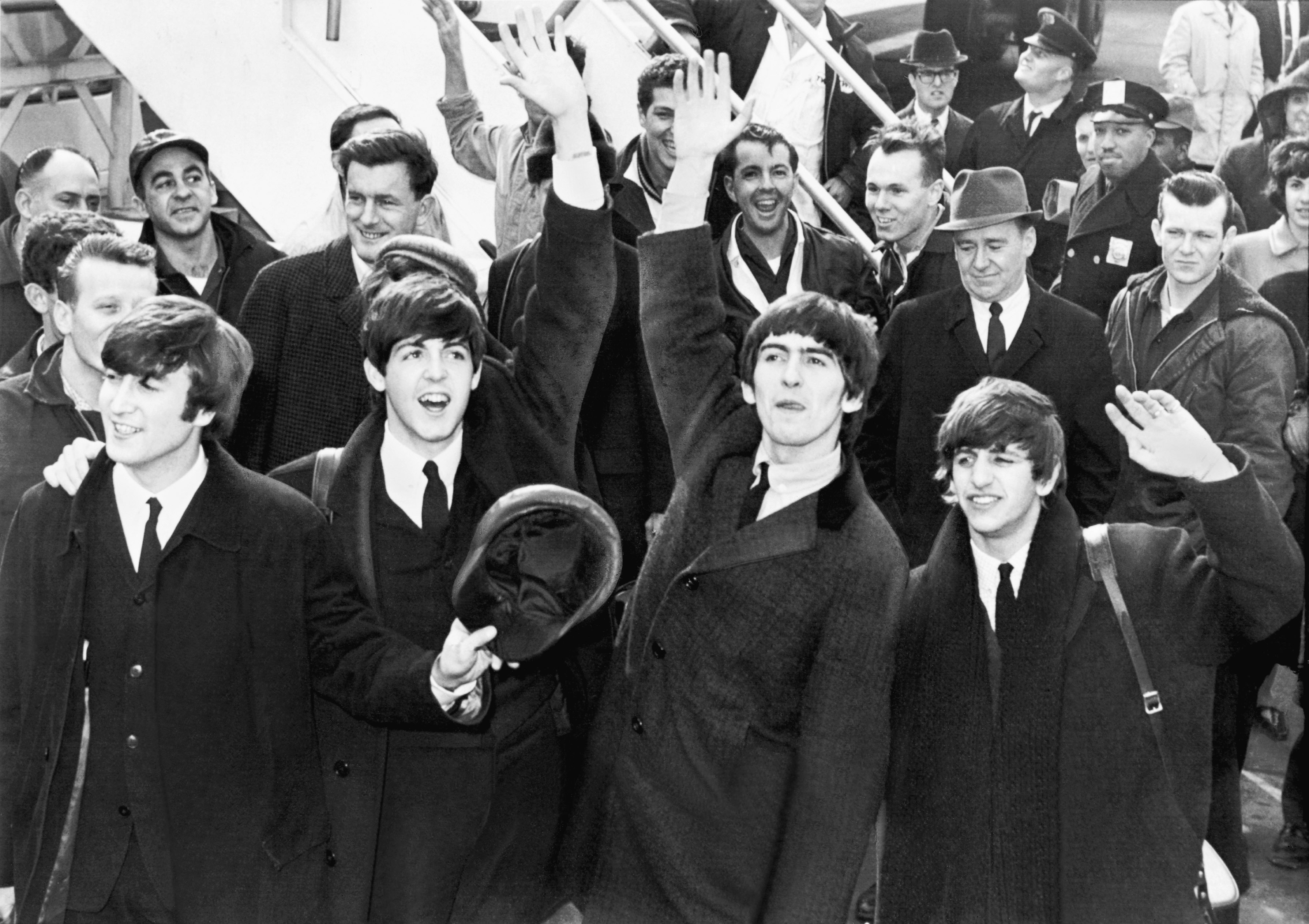
«Бітлз» в аеропорту «Кеннеді», США, 1964.

5 жовтня 1962 року вийшов дебютний сингл гурту з піснею «Love Me Do», у якій рядок приспіву проспівав Маккартні. У наступні три роки «Бітлз» видали численні сингли й альбоми, що мали величезний успіх; знялися в двох кінофільмах, з гастролями побували у багатьох країнах світу. З відносної безвісності вони виросли до статусу міжнародних зірок і стали одним з найвпливовіших музичних гуртів сучасності, що було безпрецедентним досягненням для невеликого рок-ансамблю.
Усі пісні Леннона й Маккартні з першої платівки, Please Please Me (записаної за один день 11 лютого 1963), синглів «Please Please Me» і «From Me to You», були підписані «Маккартні—Леннон», а пізніше ім'я авторського тандема змінили на «Леннон—Маккарті». Вони складали пісні всюди, де перебували — у номерах готелю після концерту, у концертному автобусі, у будинку Леннона в Кенвуді. Звичайно їм вистачало години або двох, щоб написати нову пісню. Хоча авторами пісень, складених окремо Полом чи Джоном, також зазначалися «Леннон—Маккартні», відомо, що саме другий з них є автором таких пісень гурту, як «Yesterday», «And I Love Her», «Michelle», «Yellow Submarine», «Hey Jude».
Леннон, Гаррісон і Старр оселилися у великих будинках у передмістях Лондона, але Маккартні й далі мешкав у центрі міста — у будинку батьків своєї тодішньої подруги Джейн Ешер, а потім у власному будинку в районі Сейнт Джонз Вуд, на Кавендіш Авеню № 7, неподалік від студій «Еббі Роуд». У вільний час він багато читав, часто ходив у театр, на виставки, відвідував нічні клуби й казино, які були відкриті до 4-ї години ранку. Він скрізь уважався особливо важливим гостем і одержував привілейоване обслуговування. Він також бував у клубі The Bag O'Nails, де надалі познайомився зі своєю майбутньою дружиною Ліндою Істмен. У середині 1960-х Маккартні зацікавився авангардним мистецтвом і кінозйомкою. Саме він першим з «Бітлз» познайомився з японською авангардисткою Йоко Оно.
12 червня 1965 року «Бітлз» були вдостоєні ордена Британської імперії 3-го ступеня «за заслуги перед батьківщиною». Вони одержали свої нагороди від королеви Єлизавети Другої на церемонії в Букінгемському палаці 26 жовтня 1965 року.
Величезна популярність і масова істерія, що оточувала «Бітлз», поступово стали для них тягарем. На своїх концертах вони не могли чути себе через постійні крики шанувальників-підлітків. Крім того, оскільки музиканти постійно розвивали композиторську майстерність і прийоми звукозапису, їхні нові пісні було технічно складно виконувати на сцені. Через це Леннон, Гаррісон і Старр неодноразово висловлювали бажання припинити концертну діяльність, але Маккартні, що завжди любив атмосферу концерту, був проти. Після невдалого концерту в Кендлстік Парк, у Лос-Анджелесі 29 серпня 1966 року він нарешті погодився припинити виступи, і гурт зосередився на роботі в студії.

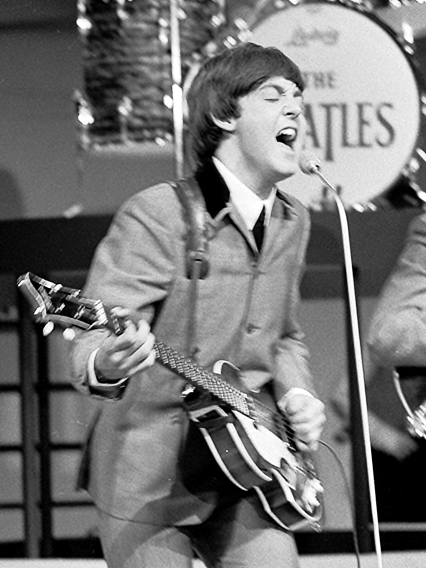
Пол Маккартні у 1964 році

До 1966 року творча біографія Маккартні була єдиним цілим із біографією «Бітлз». Його дебют як самостійного композитора відбувся наприкінці 1966-го, коли він склав музику до фільму «The Family Way». 6 січня 1967 року вийшов однойменний альбом зі звуковою доріжкою фільму, записаною оркестром під керуванням Джорджа Мартіна. Цей твір здобув нагороду Ivor Novello Award.
Маккартні також писав і продюсував пісні для інших артистів — Біллі Джей Крамера, Сілли Блек, Мері Хопкін, ансамблів Badfinger і The Bonzo Dog Band. Для дуета «Пітер і Гордон» він написав дві пісні, які стали хітами у США й Британії. 1966-го Кеннет Тайнен попросив Маккартні написати музику для постановки «As You Like It» Шекспіра в Національному театрі, але той відмовився.
Надалі Пол виступив автором ідеї концептуального альбому Sgt. Pepper's Lonely Hearts Club Band; йому належала провідна роль у створенні фільму «Magical Mystery Tour», альбому Abbey Road i у заснуванні корпорації звукозапису Apple Corps.
У 1969 році виникла міська легенда «Пол помер» (Paul is dead). Згідно з нею Маккартні загинув у автокатастрофі у 1966 році, але керівництво гурту вирішило тримати це у секреті, щоб не нашкодити популярності «Бітлз», і музиканта замінив чоловік із ідентичною зовнішністю й вокальними даними. Численні докази цього знайшли прихильники легенди — слова, нібито чутні при прокручуванні пісень задом наперед, неясні метафори у текстах пісень, двозначні зображення на обкладинках платівок ансамблю тощо. Легенді присвячено кілька монографій. Джоел Глейзер, який аналізував цю теорію, поясняє ці «натяки» і «ключі» грою слів Леннона і збігами.

### Розпад
Наприкінці 1960-х стало очевидно, що шляхи учасників «Бітлз» розходилися — Леннон став зацікавленіший творчістю зі своєю новою подругою Йоко Оно; Джордж Гаррісон розвив композиторські здібності й утвердився як самостійний автор пісень; Рінго Старр став зніматися у фільмах, і, як і Гаррісон, готував матеріал для сольного альбому.
Між музикантами почалися розбіжності й суперечки після передчасної смерті Браяна Епштейна від передозування снодійним — Маккартні хотів, щоб їхнім новим менеджером став адвокат Лі Істмен, батько його дружини Лінди, а Леннон з іншими учасниками наполягали на кандидатурі американського бухгалтера Алана Клейна.
Під час зустрічі для підписання нового контракту з американською фірмою звукозапису Capitol Records, Маккартні, намагаючись врятувати становище, розповів колегам про свої творчі ідеї й спробував переконати відновити концертні виступи, «повернутися до свого коріння», на що Леннон відповів: «Ти, напевно, з глузду з'їхав. Я не збираюся слухати твої дурниці й залишаю гурт».
Гаррісон зі Старром також тимчасово виходили з гурту в минулому, але саме Маккартні привселюдно оголосив розпад ансамблю. Це відбулося 10 квітня 1970 року, за тиждень до виходу його дебютної сольної платівки, McCartney. Попередні копії альбому, які відіслали пресі, містили вкладку з інтерв'ю Маккартні — у ньому він заявив, що «Бітлз» практично припинили спільну діяльність, і провиною всьому є «особисті, ділові й творчі розбіжності».
| «...Врешті-решт, чому ми були повинні приховувати правду, коли «Бітлз» уже не існували майже півроку? Рано чи пізно таємниця б виплила, але з такими неймовірними подробицями, що нам усім було б погано. Можливо, та форма, у якій я подав цю новину, була не найвдалішою, мабуть, мені слід було бути делікатнішим, або зробити те саме, але погодившись з іншими. Не знаю. Тоді я відчував, що маю право зробити заяву саме в такий спосіб.»[32] |
Після цього публіка вирішила, що саме Пол був винуватцем розпаду гурту. Сам Маккартні вважає, що причина не так однозначна — «занадто багато суб'єктивних факторів наклалося одночасно».
| «Шкода, що розумні люди вірять у те, що одна людина — нехай навіть цією людиною є підступний інтриган Маккартні — здатна зруйнувати той організм, яким був «Бітлз» (...) На жаль, відразу після розпаду Джон у запалі обвинуватив мене в усіх смертних гріхах. (...) Можливо, я занадто вороже прийняв Йоко; мабуть, мені треба було бути привітнішим. Але й інші — Джордж і Рінго — не ладили з нею. Напевно, у цьому була наша провина, а не її, але раніше ми ніколи не мали справу з такими людьми.»[32] |
Розрив «Бітлз» супроводжувався судовими позовами, фінансовим безладдям, сварами й взаємними образами. З'ясувалося, що Маккартні, — для того, щоб звільнитися від контрактних обов'язків перед фірмою Apple — повинен був подати в суд, і не на Клейна, а на Леннона, Гаррісона й Старра. Колишні колеги, зокрема Леннон, критикували Пола у пресі, і не тільки у зв'язку із судовими справами — вони виступали із нападками і на його сольну кар'єру.
Поступово взаємини між музикантами налагодились, і вони брали участь у сольних проєктах один одного.

## Пол Маккартні і Wings (1970—1981)

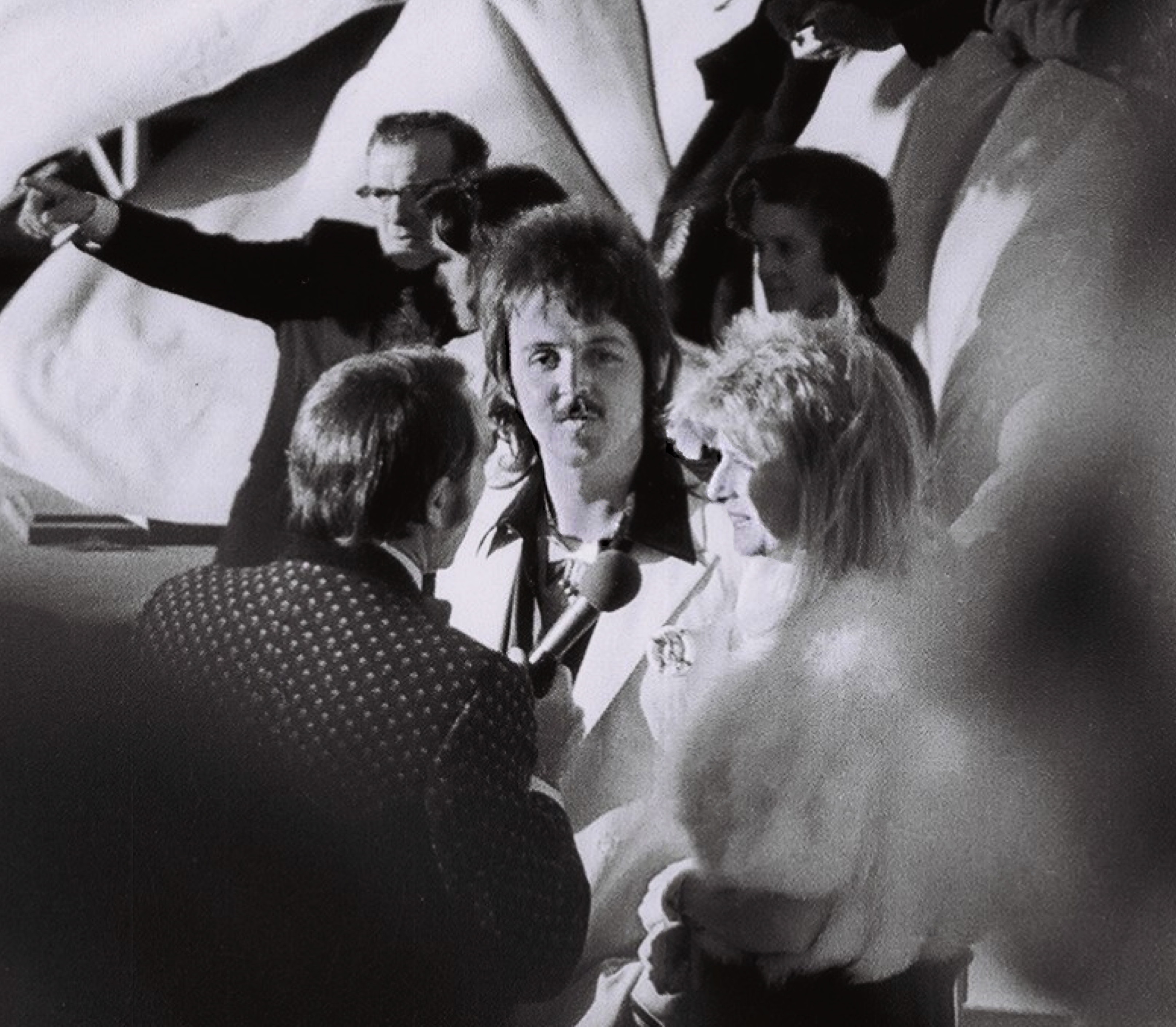
Пол і Лінда Маккартні на церемонії Grammy Awards у Лос-Анджелесі, 1974 р.

Наприкінці 1969 року, коли «Бітлз» уже припинили спільну роботу, і продюсер Філ Спектор самостійно готував альбом Let It Be до випуску, Маккартні разом із дружиною Ліндою й двома дочками зачинився на своїй фермі в Шотландії. Він сильно переживав через розпад гурту й судові позови, не уявляючи собі, що робити далі. За його словами, Лінда була тією людиною, що підтримала його, надала йому впевненості в собі й сили працювати знову. В листопаді 1969—березні 1970 року він записав у домашній студії свій дебютний альбом McCartney, — самостійно зігравши на всіх інструментах і записавши всі партії інструментів методом багаторазового накладення. Альбом вийшов у квітні 1970 року. Інші члени «Бітлз» намагалися переконати його видати альбом пізніше, вважаючи, що він міг перешкодити комерційному успіху Let It Be, але він вирішив зробити все по-своєму. Через рік, у травні 1971 року Пол і Лінда випустили альбом Ram, записаний за участю сесійних музикантів. Обидві платівки мали успіх серед слухачів, але викликали багато претензій у музичних критиків через їхні «легковажність» і «примітивізм».
Улітку 1971 року Маккартні, який звик до колективної творчості й знудьгувався за атмосферою ансамблю, заснував гурт Wings («Вінґз», укр. Крила), куди крім нього ввійшли ударник Денні Сівелл (Denny Seiwell), колишній учасник рок-гурту The Moody Blues, гітарист і співак Денні Лейн (Denny Laine) і Лінда. Пол навчав дружину співу й грі на клавішних інструментах, бо хотів, щоб музика стала їхнім спільним ділом, і вони змогли разом брати участь у концертних турах. У такому складі вони за 3 дні записали диск Wild Life, що вийшов у грудні 1971 року.

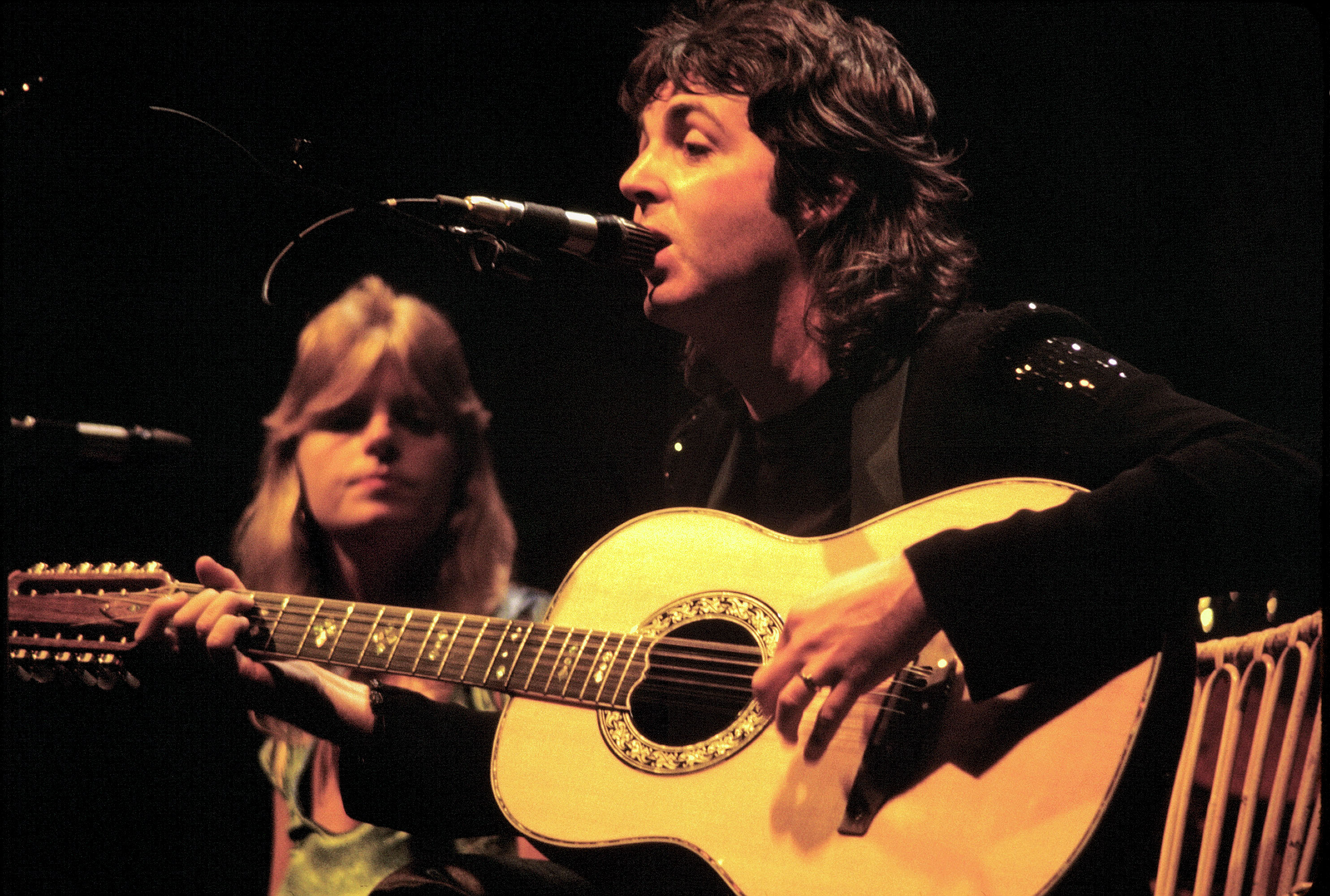
Пол і Лінда Маккартні на концерті в 1976 році.

На початку 1972 року ансамбль, до якого приєднався гітарист Генрі Маккаллок (Henry McCullough), вирушив у невелике спонтанне турне по англійських коледжах й університетах. Не маючи спланованого маршруту, музиканти зненацька з'являлися в підходящих закладах і запитували дозволу дати концерт. Після того гурт поїхав на гастролі Європою, де оголошення про концерти теж з'являлися за кілька годин до їх початку. Маккартні відмовився виконувати пісні «Бітлз», бо не хотів мати діла зі своїм колишнім ансамблем.
У 1972—1973 роках вийшли нові пісні «Вінґз»: «Give Ireland Back to the Irish» (укр. Поверніть Ірландію ірландцям), що була заборонена BBC через політичний зміст, «Mary Had a Little Lamb», «C Moon» i «Hi Hi Hi» — трансляцію якої також заборонили на BBC, де в ній помітили натяки на секс і наркотики. Тим часом робота в новому колективі повернула Маккартні душевну рівновагу, що відобразилося на його творчості. У березні 1973-го гурт видав сингл із ліричною баладою «My Love», яка очолила хіт-парад США й яку позитивно сприйняли критики. Слідом вийшов диск Red Rose Speedway, який посів перше місце у США й п'яте у Великій Британії. Продажу платівки сприяло музичне телешоу гурту, «James Paul McCartney», яке транслювалося в Штатах і Британії. Після цього ансамбль гастролював по Європі, цього разу виступаючи на стадіонах і у великих концертних залах перед численною аудиторією. Надалі Пол з Ліндою написали пісню «Live and Let Die» для однойменного кінофільму про Джеймса Бонда, яка вийшла як сингл «Вінґз». З оркестровим аранжуванням пісні допоміг колишній продюсер «Бітлз» Джордж Мартін.

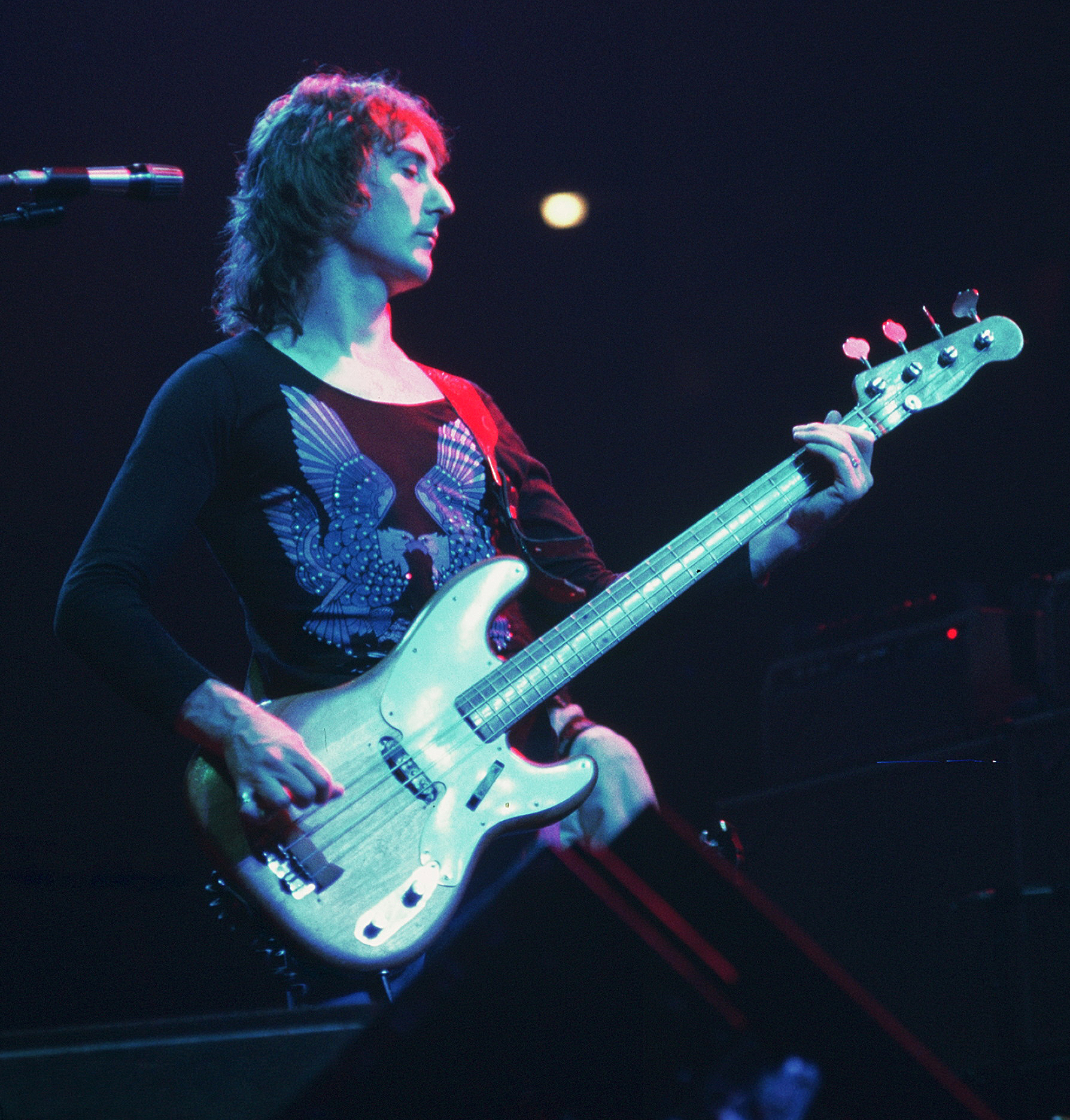
Денні Лейн на сцені в 1976 році

Наприкінці 1973 року вийшов диск Band on the Run, який Пол, Лінда й Денні записали втрьох у студії EMI в Нігерії — інші учасники залишили гурт незадовго до запланованого від'їзду до Африки. Платівка мала надзвичайний успіх — очолила хіт-паради багатьох країн світу, одержала дві премії Grammy й була названа найкращою з усіх робіт колишніх учасників «Бітлз». Слідом за Band on the Run вийшов Venus and Mars, який здобув майже такий же великий успіх. У запису взяли участь нові учасники ансамблю — гітарист Джиммі Маккала (Jimmy McCulloch) і ударник Джо Інгліш (Joe English).
Приблизно 1974 року Маккартні й Леннон відновили спілкування й взяли участь у джем-сейшні, запис якого з'явився на бутлезі A Toot and a Snore in '74. Того року «Вінґз» не записувались, і Пол допомагав своєму братові Майклові із записом його платівки.
У вересні 1975 року ансамбль почав світове турне «Wings over the World», яке тривало 13 місяців із невеликими перервами. Під час туру в США — першого для Маккартні з 1966 року — записали потрійний концертний альбом Wings over America і зняли повнометражний фільм-концерт. Перебуваючи в Штатах, Маккартні зустрічався з Ленноном.
1976 року з'явився в продажу новий студійний альбом гурту, Wings at the Speed of Sound, на якому кожний з п'яти учасників виступив як співак-соліст, а 1978 року — London Town.
1977 року Маккартні записав інструментальну версію альбому Ram (під псевдонімом Персі «Триллз» Триллінгтон) і разом із Ліндою взяв участь у запису диска Лейна, що містив кавер-версії пісень Бадді Голлі.
Популярність «Вінґз» досягла апогею наприкінці 1977 року, коли вийшов сингл із піснею «Mull of Kintyre» — ностальгічною фольк-баладою, присвяченою улюбленому містечку Маккартні в Шотландії, записаною з використанням шотландських волинок. Сингл став найпродаванішим в історії музичної індустрії Великої Британії (його рекорд пізніше побили два благодійні сингли).
Після того, як 1977 року Маккала й Інгліш залишили гурт, і Пол із Ліндою й Денні знову записувалися втрьох, до них приєднались Стів Голлі й Лоренс Джубер. У такому складі вони записали й видали у травні 1979 року новий диск Back to the Egg, що відрізнявся сирішим і жорсткішим звучанням та стильовою різноманітністю.
У 1979 році «Вінґз» знову гастролювали, брали участь у благодійному концерті в старій школі Пола, «Ліверпульському інституті», і стали організаторами «Концерту для людей Кампучії». Композиція «Rockestra Theme», складена Маккартні спеціально для цього заходу й записана за участю цілого сузір'я відомих музикантів, здобула премію «Греммі».
На початку 1980 року колектив вирушив на гастролі в Японію. У аеропорту при митному огляді в дорожній сумці Пола знайшли понад 200 грамів марихуани, i його заарештували. Таким чином гастролі було зірвано. Голлі й Джубер полетіли додому, а Лейн вирушив у Канні, підписав контракт із фірмою звукозапису і дуже швидко видав сингл із піснею «Japanese Tears» (Японські сльози), у якій розповів про нещодавній випадок зі своїм колегою. Лінда залишилася в Токіо, даремно намагаючись довідатися про долю чоловіка. Японська влада займала непримиренну позицію стосовно наркотиків — в останні роки вони двічі відмовляли Полу у візі, знаючи, що в Європі він штрафувався за зберігання марихуани. У пресі серйозно припускали, що музиканта присудять до семи років тюремного ув'язнення. Однак у камері Маккартні провів загалом 10 днів. 25 січня його звільнили і депортували. Через Аляску й Амстердам він разом з Ліндою прилетів на свою ферму в Східному Сассексі.
Вирішивши перечекати, поки вляжеться гучний скандал із приводу інциденту, Пол, як і десять років тому, підготував сольну платівку у своїй домашній студії, самостійно виконуючи всі вокальні й інструментальні партії. У записі головний акцент робився на використанні синтезаторів, що робило звучання досить експериментальним. Альбом за назвою McCartney II, виданий у травні 1980, очолив національний хіт-парад США. Енергійна композиція «Coming Up» також потрапила на вершину американських чартів і посіла друге місце у Великій Британії. Хітом стала й балада «Waterfalls», що теж вийшла на синглі. Після цього успіху тактична самоізоляція Маккартні закінчилася.
Того року Пол також допомагав Рінго Старру в записі диска Stop And Smell The Roses. У жовтні «Вінґз» тимчасово возз'єднались. Музиканти працювали над піснями, які передбачалося випустити як збірник Cold Cuts, але диск ніколи не виходив офіційно й з'явився тільки на бутлегах. Пізніше «Вінґз» розпочали сесії звукозапису нового альбому, але запрошений продюсер Джордж Мартін переконав Пола записати й видати диск самостійно, без «Вінґз». Через це Джубер і Голлі залишили ансамбль.
8 грудня 1980 року Джона Леннона застрелили біля його будинку в Нью-Йорку, що вразило увесь світ, разом з Маккартні. Наступного дня стурбований Пол занурився в роботу й весь день провів у студії. По дорозі додому він опинився в оточенні журналістів. Відповідаючи на запитання з приводу вбивства Леннона, він кинув фразу «Дуже нудно, правда?» (англ. Drag, isn't it?), чим викликав суперечки у пресі. Надалі він виправдувався, що просто не мав інших слів, оскільки був убитий горем через смерть друга, і його фраза аж ніяк не мала зневажливого відтінку. В інтерв'ю журналу Playboy 1984 року він розповів, що в 1970-х вони з Джоном часто розмовляли телефоном, і остання телефонна розмова, що відбулася між ними перед випуском альбому Леннона й Оно Double Fantasy (1980), була теплою і дружною. Він жалкував, що не намагався підтримувати ближчі відносини з Джоном у останні роки його життя.
Маккартні турбувався, що може стати «наступною жертвою» і тимчасово відмовився від гастрольних поїздок. Денні Лейн своєю чергою не бажав припиняти концертну діяльність і залишив гурт, щоб виступати соло. Це спричинило остаточний розпад «Вінґз», який відбувся 27 квітня 1981 року. За словами Пола, колеги розлучились без конфліктів і залишилися друзями.

## Сольна кар'єра

### 1980-ті
Завдяки мелодійному дару Маккартні й після розпаду «Вінгз» залишався популярним музикантом; його композиції досягали перших рядків хіт-парадів — як соло, так і в дуетах.
1982 року вийшов вдалий диск Tug of War. У записі брали участь Стіві Вандер, Денні Лейн, Карл Перкінс, Рінго Старр, Джордж Мартін. Антирасистська композиція «Ebony And Ivory» (укр. Чорне дерево й слоняча кістка) — дует зі Стіві Вандером — вийшла в американському й англійському хіт-парадах на перше місце. У цей же час Маккартні придбав авторські права на переважну більшість пісень Бадді Холлі.
Наступний диск, Pipes of Peace (1983), записали у співпраці з Майклом Джексоном. Дуети двох музикантів — «Say Say Say» і «The Girl Is Mine» — мали великий успіх, як і пацифістська пісня Маккартні «Pipes of Peace», видана на синглі у тому році.
У 1985 році на стадіоні Вемблі Маккартні виконав «Let It Be» для благодійного концерту Боба Гелдофа Live Aid, який побачили в прямому ефірі 1,5 мільярда телеглядачів в усьому світі.
Того року Пол виступив як автор сценарію фільму «Give My Regards to Broad Street», і досить рішуче втручався в дії режисера-постановника Пітера Вебба. Картина виявилася ще менш удалою, ніж перша й єдина до того моменту робота Маккартні-кінематографіста — давній телефільм «Бітлз» «Magical Mystery Tour». Трохи краще публіка прийняла однойменний альбом зі звуковою доріжкою фільму, але він мав попит перш за все завдяки включенню у нього нових варіантів пісень «Бітлз» і «Вінгз». З нових пісень найбільший успіх мала «No More Lonely Nights».
У 1986 році з'явився новий альбом Press to Play, що повністю складався з нових композицій. У його записі також взяли участь відомі музиканти — Піт Тауншенд, Філ Коллінз, Ерик Стюарт. Стиль альбому виявився зовсім нетиповим для творчості Маккартні — нова хвиля й жорсткий рок-н-рол з елементами панк-року. Музичний тижневик New Musical Express опублікував захоплену рецензію на цю роботу, але слухачі відреагували інакше — платівка розкуповувалася надзвичайно погано. У наслідку вона часто називалася найгіршою роботою Маккартні.
Улітку 1987 року Пол разом зі спеціально запрошеними музикантами за 2 дні записав альбом із власними версіями класичних рок-н-ролів, улюблених пісень своєї молодості. Платівку, названу Снова в СССР (укр. Знов у СРСР), підготували до випуску винятково в Радянському Союзі і її було задумано як дружній жест радянським слухачам, для яких зазвичай було вкрай складним придбати ліцензійні диски західних виконавців. Диск з'явився в СРСР наприкінці 1988 p. У Британії й Америці це викликало високий інтерес до платівки — не так через якість альбому, як через практичну неможливість його дістати. Незабаром Снова в СССР видали й в інших країнах світу. Критики назвали цю роботу експромтом, багато в чому недопрацьованою.
Ще перед записом Снова в СССР Маккартні почав працювати над проєктом зовсім іншого рівня — альбомом Flowers in the Dirt. Загалом його створення тривало три роки, а одну з пісень він почав записувати ще в 1984. Того часу він почав співпрацю з музикантом Елвісом Костелло — у співавторстві з ним було написано кілька пісень, які з'явилися на альбомах обох музикантів. Костелло взяв участь у запису Flowers in the Dirt як співак і клавішник. Диск вийшов у липні 1989 року й одержав хвалебні рецензії від критиків. Деякі називали платівку найкращою в дискографії музиканта. При цьому вона недовго фігурувала на високих місцях хіт-парадів, перш за все через високу конкуренцію — у той період з'явилася ціла серія якісних альбомів інших популярних виконавців.
26 вересня 1989 року Маккартні вирушив у перше з 1976 року навколосвітнє турне, що тривало до весни 1990 року. На концертах йому акомпанував гурт сесійних музикантів, які брали участь у записі Flowers in the Dirt. Як і п'ятнадцять років тому, під час гастролей зняли фільм-концерт і записали концертний альбом — Tripping the Live Fantastic (1990).

### 1990-ті
У 1990-х роках Пол неодноразово звертався до класичної музики. 1991 року Королівське філармонічне суспільство Ліверпуля (Royal Liverpool Philharmonic Society) доручило йому скласти твір класичної музики спеціально до свого п'ятдесятиріччя. У роботі над твором, названим Liverpool Oratorio (Ліверпульська ораторія), йому допомагав композитор і диригент Карл Девіс. Прем'єра «Ораторії» відбулася в Ліверпульському Англіканському кафедральному Соборі й у Карнегі-холi у Нью-Йорку 18 листопада 1991 року, у виконанні Ліверпульського королівського філармонічного оркестру, хору Ліверпульського собору й відомих оперних співаків, під керуванням Девіса. Альбом із записом виступу, виданий ЕМІ Classics, очолив чарт класичної музики.
У 1995 p. Маккартні написав твір для фортепіано, A Leaf, виконаний золотою медалісткою Королівського музичного коледжу Анею Алексєєв на благодійному концерті. Пізніше Принц Уельський надав Маккартні звання члена ради Королівського музичного коледжу. Іншими класичними проєктами Маккартні були Standing Stone (1997), Working Classical (1999), і Ecce Cor Meum (2006).
Після випуску альбому Off the Ground y 1993 році, чергового світового турне й запису радіо-серіалу «Oobu Joobu» для американської телерадіокомпанії Westwood One, він разом із Джорджем Гаррісоном, Рінго Старром, Джеффом Лінном і Джорджем Мартіном підготував серію подвійних альбомів «Бітлз» за назвою The Beatles Anthology, у які ввійшли рідкісні, не видані раніше пісні, альтернативні версії й дублі відомих композицій гурту. Ця «Антологія» викликала новий сплеск інтересу до «бітлів» і їхньої музики, і кожен із цих трьох альбомів по черзі побував у всіх хіт-парадах Англії і США. Також було знято багатосерійний документальний фільм про «Бітлз» і два відеокліпи до їхніх нових пісень — «Free As A Bird» i «Real Love». Їхньою основою були демонстраційні записи пісень Леннона кінця 1970-х, перероблені й доповнені вокальними й інструментальними партіями у виконанні трьох «бітлів».
Наступним експериментом Маккартні стала робота над двома дисками у стилі ембієнт — Strawberries Oceans Ships Forest (1993) і Rushes (1998) в дуеті з музикантом-продюсером Мартіном Гловером (відомим як Youth) за назвою The Fireman.
У 1997 році вийшов новий альбом Flaming Pie, спродюсований Джорджем Мартіном і Джеффом Лінном. У запису взяли участь син Пола, Джеймс Маккартні, що зіграв на гітарі в кількох піснях, Рінго Старр і Стів Міллер. Диск дебютував на другому місці в британському й американському хіт-парадах, одержав сприятливі відгуки від критиків і номінацію на премію «Греммі» в категорії «Альбом року».
У березні 1997 року він був посвячений у лицарі «за служіння музиці» і відтоді має титул «Сер».
У квітні 1998 року після довгої боротьби з раком померла Лінда, що стало найтяжчим ударом для Пола й довело його до депресії. Він тимчасово відгородився від суспільного життя й висловлював сумнів, що коли-небудь ще вийде на сцену. Він також вирішив припинити випуск журналу Sandwich Club, який вони з Ліндою видавали спеціально для своїх шанувальників з початку 1970-х.
Головними подіями 1999 року стали випуск збірника кавер-версій давніх рок-н-ролів Run Devil Run і класичного твору Working Classical та долучення Маккартні до Залу слави рок-н-ролу як сольного артиста.

### 2000-ні
У 2000 році Маккартні записав альбом Liverpool Sound Collage, у співпраці з валійським експериментальним рок-гуртом Super Furry Animals і музикантом Youth, використовуючи прийоми звукового колажу й конкретної музики, з якими експериментував ще в 1960-х. 2000 р. він також випустив A Garland for Linda, альбом пам'яті Лінди, у який окрім пісень Маккартні ввійшли композиції інших восьми сучасних композиторів, виконані хором The Joyful Company of Singers. Прибуток від продажу альбому пішов у фонд допомоги хворим на рак The Garland Appeal.
У лютому 2001 року Маккартні за 2 тижні записав новий альбом Driving Rain, у якому кілька треків було присвячено його нареченій Хезер. Цього року він записав заголовну пісню для фільму «Ванільне небо» з Томом Крузом у головній ролі. Композиція номінували на премію Оскар у категорії «Найкраща пісня до кінофільму», однак вона не здобула цієї нагороди.
У травні 2001 року вийшов ретроспективний документальний фільм «Wingspan: An Intimate Portrait», що містив відеоролики й фотографії родини Маккартні і гурту «Вінгз», інтерв'ю Пола, яке в нього взяла його дочка Мері.
20 жовтня 2001 року відбувся концерт пам'яті жертв подій 11 вересня 2001 року в Нью-Йорку. Одним з його головних організаторов і учасників був Маккартні.
Наприкінці 2001 року від раку помер Джордж Гаррісон. В інтерв'ю Маккартні сказав, що для нього Джордж завжди був як «молодший брат». 29 листопада 2002 року, в першу річницю смерті Гаррісона, відбувся концерт його пам'яті, на якому Маккартні проспівав і зіграв на гавайській гітарі пісню Гаррісона «Something» з альбому «Бітлз» Abbey Road.
У 2002 році музикант почав світове турне, що загалом тривало 2 роки, і виступив на церемонії відкриття Супер Боулу XXXVI НФЛ. 2003 року він дав концерт на Красній площі в Росії — це було його першим візитом на територію колишнього Радянського Союзу.
У 2004 році Маккартні взяв участь у фестивалі Glastonbury Festival і разом з його організатором одержав премію NME Award за найкращий живий концерт.
2 липня 2005 року він виступив на концерті Live 8 у Лондоні — зігравши разом із гуртом U2 пісню «Sgt. Pepper's Lonely Hearts Club Band».
13 листопада 2005 року він зіграв живий концерт в Анахаймi, Каліфорнія, під час якого був встановлений відео-зв'язок із Міжнародною космічною станцією. Пол із глядачами поспілкувався з космонавтами Біллом Макартуром і Валерієм Токаревим, і зіграв для них кілька пісень, включно зі «Good Day Sunshine» та «English Tea».

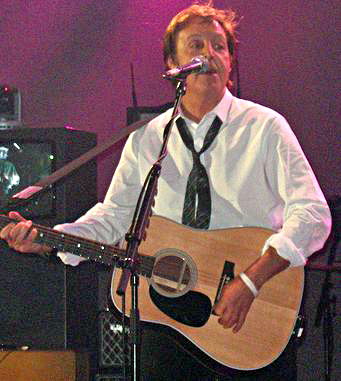
Виступ Маккартні на BBC Electric Proms, 25 жовтня 2007.

У березні 2006 року Маккартні закінчив роботу над «модерністським класичним» твором за назвою Ecce Cor Meum. Його прем'єра відбулася в Альберт-холі в Лондоні. У виконанні взяв участь хлопчачий хор King's College Choir з Кембриджу. Твір вийшов на диску, i на церемонії Classical Brit Awards його назвали найкращим альбомом класичної музики того року.
У 2006 році йому виповнилося 64 років, про що він ще в молодості склав пісню «When I'm Sixty-Four». Журналіст Пол Веллелі з газети The Independent назвав цю подію віхою в культурі свого покоління, а самого Маккартні — однією з персон, що втілюють надії й прагнення народжених в еру baby-boom.
Цього року його альбом Chaos and Creation in the Backyard, виданий у 2005 році, номінували на премію Grammy в категорії «Альбом року», а пісню «Jenny Wren» — у категорії «Пісня року». На церемонії нагородження Маккартні разом з Linkin Park і Jay-Z зіграв пісні «Numb/Encore» й «Yesterday».
У березні 2007 року Маккартні залишив EMI і став першим музикантом, що підписав контракт із новим лос-анджелеським лейблом звукозапису Hear Music, заснованим компанією Starbucks. Офіційним дістриб'ютером музиканта буде Concord Music Group.
Останній альбом Memory Almost Full, що з'явився у 2007 році, став 21-м сольним студійним альбомом Пола Маккартні. Для його реклами він зіграв кілька «таємних» концертів у Лондоні, Нью-Йорку й Лос Анджелесі. На одному з таких шоу в Нью-Йорку серед глядачів, яких налічувалося лише кілька сотень, були присутні знаменитості — Вупі Голдберг, Елайджа Вуд, Кейт Мосс, Едан Квінн.
25 жовтня 2007 року він виступив на BBC Electric Proms у Камдені, Лондон. 13 листопада вийшов потрійний DVD The McCartney Years, — у ньому зібрали понад 40 музичних відеокліпів, відео, зняті за сценою, коментарі, живі виступи «Вінгз», інтерв'ю, запис виступів на LIVE AID i Super Bowl XXXI і документальний фільм 2005 року «Creating Chaos at Abbey Road».

## Особливості творчості

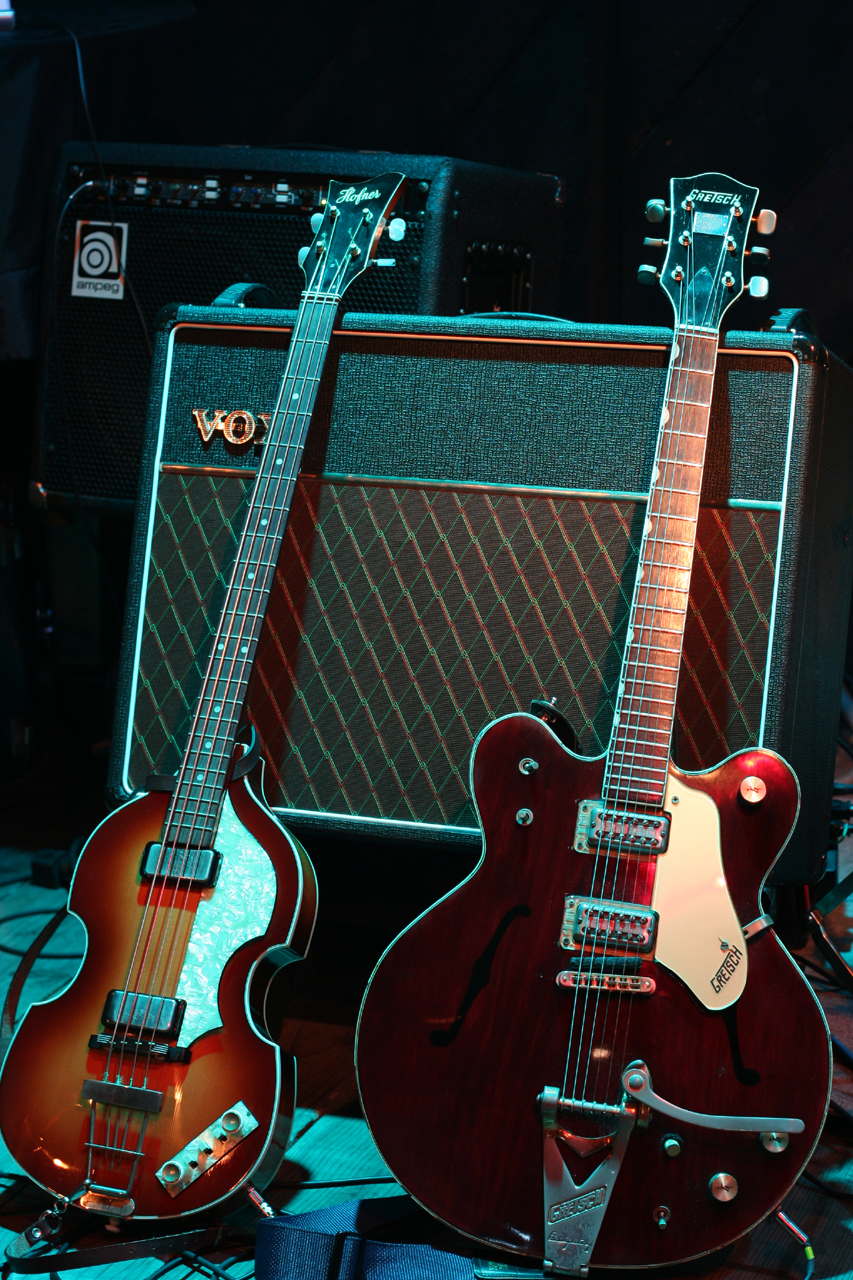
Бас-гітара Hofner-«скрипка» (ліворуч), популяризована Маккартні.

На Маккартні як композитора й виконавця вплинула вся музика, яку він чув з дитинства — мелодії Фреда Астера й Кола Портера з мюзиклів 1940—50-х, класична музика й джаз, якими захоплювався його батько, британські виконавці скіфлу (Лонні Донеган) і американські зірки ритм-енд-блюзу й рок-н-ролу (Чак Беррі, Бадді Холлі, Бо Діддлі, Фетс Доміно, Літл Річард, Елвіс, Едді Кокрейн) а також і деякі з його сучасників, наприклад, рок-гурт The Beach Boys. На творчий дует Маккартні й Леннона також зробили вплив напрямки соул і спіричуелз, американські гурти лейблу Motown (The Shirelles, The Marvellettes, The Miracles), i відомі композитори-піснярі Смокі Робінсон, Джеррі Гоффін й Керол Кінг, Джеррі Лейбер й Майкл Столлер.
У середині шістдесятих він зацікавився авангардизмом, зокрема творчістю Карлгайнца Штокгаузена й Джона Кейджа, і жартував, що збирається видати власну експериментальну платівку «Пол Маккартні переборщив». Він почав експериментування зі звукозаписом — записував різні інструментальні й вокальні партії, потім програвав їх на різних швидкостях або задом наперед, розрізав плівку з записом на шматки, перемішував їх і потім склеював їх у випадковому порядку — такі прийоми «Бітлз» використали на своїх революційних платівках.

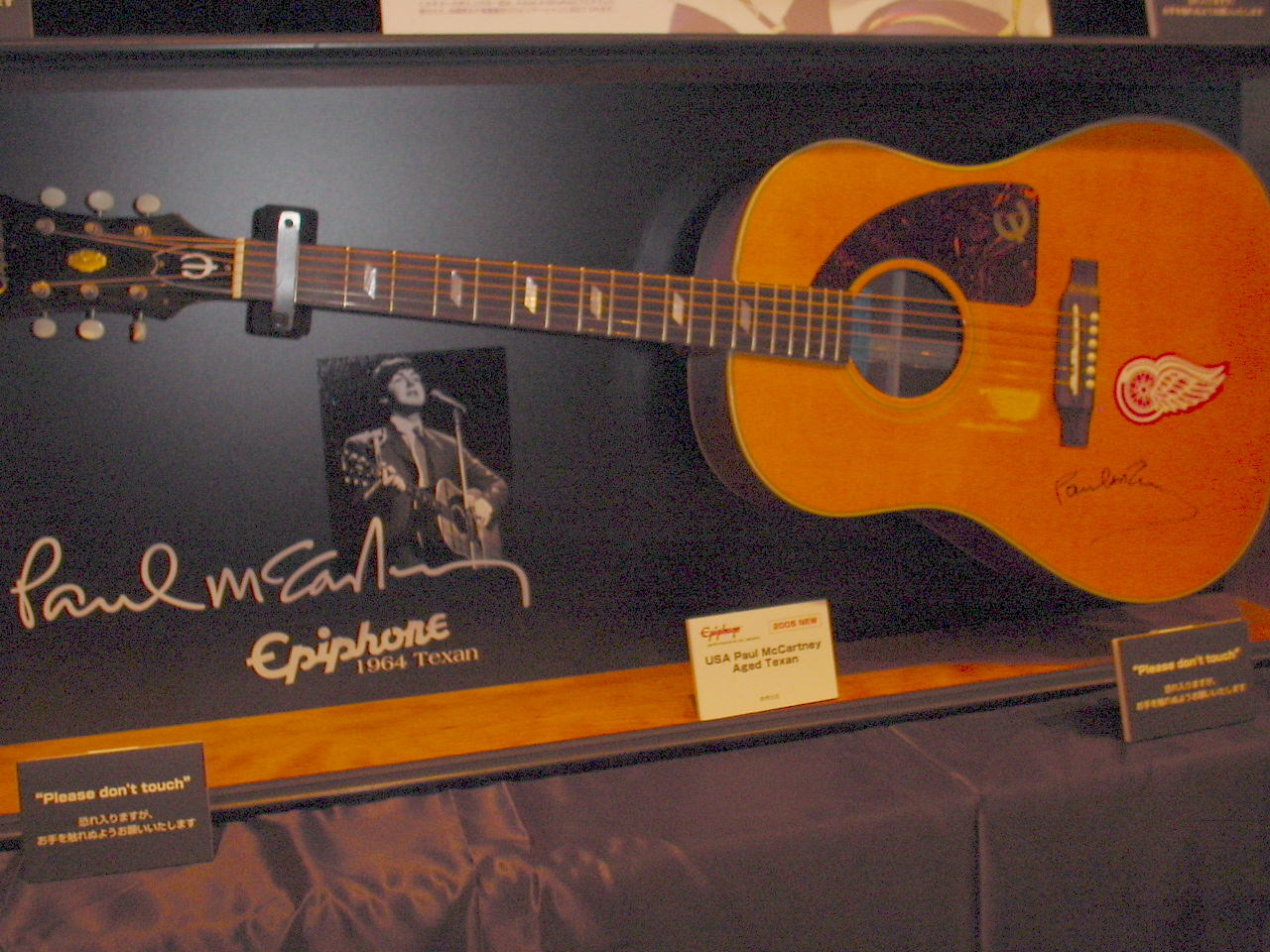
Гітара «Epiphone Texan», яку Маккартні використовував у 1964.

Відомий своїми мелодійними баладами, Маккартні також має в своєму творчому активі й рок-н-роли («I'm Down», «I Saw Her Standing There», «She's a Woman» тощо), і композицію, що вважається провісником хеві-металу — «Helter Skelter». Протягом всієї своєї музичної кар'єри музикант постійно звертався до різноманітних музичних напрямків — кантрі, блюзу, бугі-вугі, поп-року, блюграсу, джазу, диксиленду, водевілю, класики, електроніки, фольку, нової хвилі, диско, регі.
На думку деяких музичних критиків, творчість Маккартні після розпаду «Бітлз» була розрахована на задоволення запитів широкої публіки — їй бракує властивої роботам «Бітлз» глибини й оригінальності. Особливо це стосується, наприклад, любовної балади «My Love», що стала бестселером 1973 року, або диско-хіту «Silly Love Songs» (Дурні любовні пісеньки), який став його найуспішнішим з комерційного боку постбітловим синглом в США. Маккартні нерідко обвинувачували в легковажності й зайвій сентиментальності, але при цьому часто підкреслювали його універсальність й незмінний мелодизм.
| «Oh Darling» і «Here, There and Everywhere» співає одна і та ж людина. Він же — клоун на «Monkberry Moon Delight», романтик на «Yesterday», жартун на «Martha My Dear». Він безпомічно стукає по барабанах на McCartney I. Він зовсім беззахисний навіть як бас-гітарист — сучасні віртуози забивають його миттю. У його вокальних партіях багато чарівних неправильностей. Його тексти нехитрі. Він узагалі музичний конформіст, і авангард Пола не йде далі пустотливого гаму, як на «Helter Skelter». У нього забагато недописаних і недороблених речей на платівках, які він колись записував на швидку руку. Єдине, що він зробив у житті до пуття — написав десяток вічних мелодій, сотню чудових, штук триста просто гарних, і навіть на решті інші зробили би собі ім'я та маєтність.[49] |
Журналіст Георгій Старостін писав:

| Творчість Маккартні 1970-х дуже цікава — завжди різноманітна, завжди мелодійна, рідко тривіальна, з різним настроєм і привабливими прийомами. (...) Якщо ви сподіваєтесь знайти тут щось про сенс життя, краще це залишити. Роботи Маккартні призначені перш за все для розваги — іноді веселі, іноді дурнуваті, іноді трохи сумні, без будь-якого глибокого сенсу. Але кому потрібний глибокий сенс, коли є ці бездоганні мелодії, і альбоми до країв повні новаторських музичних ідей?[48] |

## Інша творчість

### Малярство
У 1966 році Маккартні познайомився з власником художньої галереї Робертом Фрейзером. У його квартирі часто збиралися відомі художники й діячі мистецтва. Там Маккартні спілкувався з художниками Енді Вархолом, Клесом Олденбергом, Пітером Блейком і Ричардом Гамільтоном, завдяки яким багато довідався про мистецтво й зацікавився живописом. Надихнуло його й спостереження за художником Віллемом де Крунінгом в роботі у своїй майстерні. Однак він уважав, що займатися живописом можуть тільки ті, хто спеціально навчався цьому в школі мистецтв, як Леннон. Малювати він почав у 1983 році й багато років тримав своє хобі в секреті. 1999 року в німецькому місті Зіген він уперше влаштував виставку своїх робіт, серед яких були портрети Джона Леннона, Енді Вархола й Девіда Бові. Для цього заходу він вибрав галерею саме в цьому місті, тому що місцевий організатор виставок Вольфганг Зуттнер виявив щиру зацікавленість його художньою діяльністю і бажання влаштувати для нього показ. Одержавши позитивні відгуки, Маккартні вирішив провести виставки і у Великій Британії. Перша британська виставка, де його творчість було представлено більш ніж 500 картинами, відбулася в місті Бристоль, Англія. У жовтні 2000 року Маккартні разом з Йоко Оно організували виставки в Нью-Йорку й Лондоні. 2002 року картини Маккартні виставлялися в ліверпульській галереї Walker Art Gallery.

### Поезія і письменство
Ще в дитинстві Пол завдяки матері зацікавився читанням, і його улюбленою книжкою була «Острів скарбів» Стівенсона. У шкільні роки він особливо схилявся до літератури й поезії. На нього також вплинув його вчитель літератури в «Ліверпульському інституті», Алан Дербан, познайомивши хлопця з творами різних авторів, наприклад, видатного англійського поета Середньовіччя Джеффрі Чосера.
2001 року Маккартні видав збірник власних віршів, «Blackbird Singing», що містив і серйозні, і гумористичні твори. Серед них були й тексти його пісень, наприклад, «Here Today» (присвячена Леннону) і «Maxwell's Silver Hammer». У передмові до книзі він розповів, що підлітком мріяв опублікувати свій вірш у шкільній газеті, але жоден з його творів не було прийнято, і відтоді він мав бажання «помститися» за це. Одна з його перших «дійсних» поем була присвячена його покійному шкільному другові Айвену Воену.
У жовтні 2005 року він випустив книгу для дітей «High In The Clouds: An Urban Furry Tail» за допомогою письменника Філіпа Ардея й аніматора Джеффа Данбера.
У вересні 2019 року Пол Маккартні випустив книжку для дітей про дідуся і його внуків «Hey Grandude!». Ілюструвала книжку канадійська художница Кетрін Дерст.

### Кінематограф
1980 року Маккартні, що завжди цікавився анімацією, зняв анімаційний фільм «Seaside Woman», який одержав приз на Каннському кінофестивалі в категорії «Найкращий короткометражний фільм».
1981 року разом з анімаційним режисером Джеффом Данбером він підготував короткий мультфільм «The Rupert and the Frog Song». Він виступив продюсером, композитором, сценаристом й озвучив кілька персонажів. 1992 року вони з Данбером працювали над анімаційним фільмом про роботу французького художника Оноре Домьє (Honore Daumier). Обидва фільми одержали премію Британської Кіноакадемії (BAFTA). 1997 року вони працювали над черговим мультфільмом — «Tropic Island Hum» (вийшов також диск зі звуковою доріжкою).
У 1995 році Маккартні зняв короткий документальний фільм про знаменитий американський рок-гурт Grateful Dead, у який увійшли фотографії, зняті Ліндою на концертах гурту в 1960-х, та інші матеріали з особистого архіву подружжя Маккартні.
Пол і Лінда озвучили своїх персонажів у 5-й серії 7-го сезону мультсеріалу «Сімпсони», за назвою «Вегетаріанка Ліза» («Lisa the Vegetarian»), яка вперше транслювалася 15 жовтня 1995 року.

## Бізнес

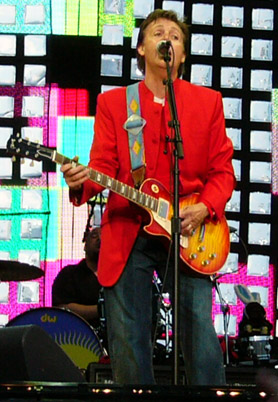
Пол Маккартні на сцені. Прага, 2004 р.

Пол Маккартні — один із найбагатших британців сучасності. Його статок становить 750 мільйонів фунтів (однак суддя Джастис Беннетт, що займався шлюборозлучним процесом Маккартні і Міллс, оцінив його статок не більш, ніж в 400 мільйонів). Парасольна компанія Маккартні MPL Communications, що контролює 25 дочірніх компаній, володіє авторськими правами на більш за 3000 пісень (включно з повним каталогом пісень Бадді Холлі), деякі фільми й мюзикли, серед яких «Guys and Dolls», «A Chorus Line» і «Grease». Крім того, він має свою частку в Apple Corps, спільній компанії Бітлз, заснованій 1968 року. 2003 року він заробив 40 мільйонів фунтів, що стало найбільшим прибутком того року для діяча шоу-бізнесу. 2005 року його прибуток збільшився до 48,5 мільйонів. Того року музикант долучився до найбільшого американського агентства по роботі з талантами Grabow Associates, що влаштовує приватні виступи для багатих клієнтів.
Компанію звукозапису Northern Songs, засновану Діком Джеймсом в 1963 році для видання пісень «Бітлз», купила 1969 року Associated TeleVision (ATV) і в 1985 році продала її Майклу Джексону. Таким чином Джексон став власником авторських прав практично на всі пісні «Бітлз», і Маккартні, виступаючи з концертами в США, мусить платити за виконання власних пісень.
У 2006 ім'я «Пол Маккартні» було зареєстровано як торговельну марку.

## Громадська діяльність
Пол і Лінда Маккартні стали вегетаріанцями і захисниками тварин у середині 1970-х. За їхніми словами, приводом став випадок, коли вони їли баранину й через вікно побачили овечок, які гралися на лузі, та усвідомили, що саме це у них на тарілці. Маккартні також згадував, що ще у дитинстві діснеєвський мультфільм «Бембі» (у якому мати молодого оленя вбив мисливець) навчив його недопустимості жорстокого поводження з тваринами.
У 1991 році Лінда Маккартні заснувала випуск вегетаріанських харчових продуктів й опублікувала власні кулінарні книги. Після її смерті у 1998 році Пол пообіцяв продовжувати справу дружини і закликав своїх шанувальників зробити пожертвування у фонд захисту тварин або стати вегетаріанцями у пам'ять Лінди. 1999 року він витратив 3 мільйони фунтів, щоб забезпечити відсутність генно-інженерних інгредієнтів у продуктах цієї лінії.
Маккартні разом із Хезер Міллз є організатором кампанії проти використання протипіхотних мін Adopt-A-Minefield, а також членом організації РЕТА («Люди за етичне ставлення до тварин»). 2003 року він грав приватний концерт для дружини багатого банкіра і пожертвував увесь свій прибуток — 1 мільйон доларів — на благодійність. 2006 року він їздив до Острова Принца Едварда з метою привернути увагу до полювання на морських котиків у цьому регіоні, і обговорював проблему з прем'єр-міністром з Ньюфаундленда на телевізійному шоу Larry King Live. Він також критикував Китай за торгівлю хутром.
Маккартні брав участь у випуску благодійних альбомів разом з іншими музикантами («US Campaign for Burma», «Ferry Cross the Mersey») і численних благодійних концертах (Concerts for the People of Kampuchea, Ferry Aid, Band Aid, Live Aid).

## Досягнення і нагороди
- Маккартні занесений в Книгу рекордів Гіннеса як найуспішніший музикант і композитор в історії поп-музики — зі 100 мільйонами проданих синглів і 60 золотими дисками. За це досягнення його нагороджено спеціальним родієвим диском[72][73].
- 29 синглів Маккартні досягли вершини хіт-параду США, 20 із яких він випустив у складі «Бітлз», решту — із «Вінгз» і соло.
- Маккартні є автором або співавтором рекордної кількості пісень № 1 в США (хоча Елвіс Преслі як соло-артист досяг більшого)[74].
- У Великій Британії 24 пісні Маккартні очолювали хіт-парад, 17 із яких записано з Бітлз, 1 соло, 1 із Вінгз, 1 зі Стіві Вандером, і по одній зі Ferry Aid, Band Aid і Band Aid 20.
- Маккартні — єдиний артист, який досяг перших місць у Великій Британії зі своїми піснями, записаними ним як сольним виконавцем («Pipes of Peace»), у дуеті («Ebony and Ivory», зі Стіві Вандером), тріо («Mull of Kintyre», з «Вінгз»), у квартеті («She Loves You», з «Бітлз»), квінтеті («Get Back», «Бітлз» із Біллі Престоном) і секстеті («Let It Be» з Ferry Aid).
- Написана ним пісня «Yesterday» найчастіше записується іншими музикантами (існує понад 2,500 версій цієї пісні) і звучала тільки на американському радіо і телебаченні понад 7 мільйонів разів — за що співак одержав спеціальну нагороду.[12][75]
- Видана у 1977 році сорокоп'ятка гурту «Вінгз» із піснею «Mull of Kintyre» установила новий рекорд продажу синглів у історії музичної індустрії Великої Британії. Надалі цей рекорд побили два благодійні сингли (один із яких був записаний за участю Маккартні).
- 2 липня 2005 року Маккартні виконав пісню «Sgt. Pepper's Lonely Hearts Club Band» разом із гуртом U2 на концерті Live 8. Запис цього вступу вийшов на синглі перш, ніж закінчився концерт, що стало новим рекордом музичної індустрії. Крім того, сингл посів шосте місце у чартах Billboard charts лише кілька годин після виходу, і очолив чарти онлайн-завантажень[76].
- 21 квітня 1990 року 184 тисяч глядачів відвідало концерт Маккартні на стадіоні Maracana Stadium у Ріо-де-Жанейро (Бразилія), що стало рекордною аудиторією в історії популярної музики[77].
- 20 червня 2004 року в Санкт-Петербурзі (Росія) він зіграв свій трьохтисячний концерт[78].
- Протягом своєї кар'єри музикант зіграв 2,523 концертів із «Бітлз», 140 з «Вінгз» і 326 як сольний артист.
- 2 пісні Маккартні, «Vanilla Sky» і «Live and Let Die», було номіновано на премію «Оскар».
- Суссекський університет надав йому почесну ступень Доктора музики.
- Долучений до Зали слави рок-н-ролу у складі «Бітлз» (1988) і як самостійний виконавець (1999).
- У лютому 1990 року одержав нагороду «Греммі» за життєві досягнення у музиці.
- На честь Маккартні названа мала планета 4148 Маккартні.

## Особисте життя
У 1960-х Маккартні протягом приблизно 5 років був у стосунках із лондонською акторкою Джейн Ешер. Наприкінці 1967 року пара оголосила заручини, однак 1968-го вони розлучилися. Наступного року Маккартні одружився з Ліндою Істмен, фотографом з Нью-Йорку, з якою познайомився торік. Він одружився останнім з усіх членів «Бітлз» і був єдиним з них, чий перший шлюб не розпався. У подружжя Маккартні народилося троє дітей — Мері (нар. 1969, фотограф), Стелла (нар. 1972, відомий дизайнер одягу), Джеймс (нар. 1978, музикант); крім того, Пол офіційно удочерив Хезер (нар. 1962), доньку Лінди від її першого чоловіка. Щасливий шлюб, що тривав майже 30 років, перервався смертю Лінди від раку молочної залози у квітні 1998 року. 2002 року Пол побрався з активісткою й колишньою моделлю Хезер Міллз. 2003 року в них народилася донька Беатрис Міллі, однак 2006 року пара розлучилася. 2008 року після гучного судового процесу шлюб було офіційно розірвано.
У листопаді 2007 року Маккартні почав зустрічатися із 47-річною американкою Ненсі Шевелл, віце-президентом великої транспортної компанії. 9 жовтня 2011 року вони побралися. Датою весілля спеціально обрали річницю з дня народження Джона Леннона.
У Маккартні п'ятеро онуків: двоє синів Мері — Артур Елістер (нар. 1999) і Елліот (нар. 2002), і троє дітей Стелли — сини Міллер (нар. 2005) і Бекетт (нар. 2008) та донька Бейлі Лінда (нар. 2006).

## Сер Пол і Україна
У квітні 2008 року стало відомо, що на 14 червня 2008 року заплановано безкоштовний концерт легендарного «бітла» у Києві — на Майдані Незалежності о 21:00 за київським часом. Виступ став частиною акції «Independence Concert», організованою Фондом Віктора Пінчука. Саме у рік цього виступу музиканта рівно 40 років виповнюється відомій пісні «Back in the USSR» (укр. Знов у СРСР) написаній Маккартні у 1968 році, яка містить рядок про українських жінок.
| «…Тридцять років тому цього не можна було уявити. Двадцять років тому на це ніхто не наважувався сподіватись. Десять років тому про це можна було лише мріяти. П'ять років тому ми могли лише заздрити сусідам, для яких це стало реальністю. І ось наступило сьогодні. Вперше на Майдані ми почуємо пісні, що змінили світ та створили нову культуру. Пісні, з якими ми росли та стали такими як ми є.»[82] (ініціатор концерту Віктор Пінчук) |
Сам Маккартні, звертаючись до української публіки, сказав:

| «Я дуже схвильований, тому що 14 червня був запрошений зіграти концерт у Києві на Майдані Незалежності. Я та мій гурт будемо там — я переконаний, що на нас чекає великий вечір. Я маю надію побачити там усіх вас. Так що приходьте — це буде незабутній день для всієї України. І нехай ритми рок-н-ролу об'єднають нас усіх. Зустрінемось на Майдані!»[83].[84] |
Окрім концерту, Фонд Віктора Пінчука представить 40 картин Маккартні у «PinchukArtCentre» — найбільшому у Східній Європі центрі сучасного мистецтва.
До приїзду музиканта українські бітломани відкрили музей «The Beatles» у Києві з колекцією артефактів, пов'язаних з гуртом, — це перший подібний музей в Україні та на території колишнього Радянського Союзу. Деякі шанувальники підготували подарунок для Маккартні — бас-кобзу. А Український Фан-Клуб Beatles.UA подарував сорочку, котру спеціально пошив відомий львівський дизайнер Петро Нестеренко-Ланько і вишила дружина одного з лідерів Фан-Клубу Ольга Лисак. Також відкрито вебсторінку концерту.
За два дні до концерту Маккартні дав ексклюзивне інтерв'ю, опубліковане на офіційному сайті «Independence Concert».
Попри дощ, концерт відвідало 350 тисяч глядачів, і ще 195 тисяч зібралися в інших містах, де були встановлені екрани, на яких транслювався концерт — у Харкові, Дніпропетровську, Севастополі, Львові, Донецьку й Одесі. За попередніми даними, ще понад 10 мільйонів людей дивилися концерт в телетрансляції на «Новому каналі». Маккартні виконав 33 композиції, включно зі «Back In The USSR», «Band On The Run» і «Yesterday». Він також особисто зустрівся з Віктором Ющенком.
28 лютого 2022 Пол висловився у своїх соц-мережах про підтримку України в Російському вторгненні в Україну. Він також опублікував посилання на організації, що протидіють війні, у Твіттері.

## Виноски
1. ↑  Deutsche Nationalbibliothek Record #118575708 // Gemeinsame Normdatei — 2012—2016.
2. ↑  Paul McCartney
3. ↑  https://www.cinemablend.com/pop/2456821/paul-mccartney-reveals-how-drugs-led-him-to-see-god
4. 1 2  Acclaimed Music — 2001.
5. ↑  http://www.acclaimedmusic.net/song/S651.htm
6. ↑  http://www.acclaimedmusic.net/song/S3608.htm
7. ↑  Bibliothèque nationale de France BNF: платформа відкритих даних — 2011.
8. ↑  Bibliothèque nationale de France BNF: платформа відкритих даних — 2011.
9. ↑  BBC: The Lennon-McCartney Songwriting Partnership
10. ↑  Paul McCartney: When I'm 64. The Independent.co.uk. Архів оригіналу за 21 червня 2013. Процитовано 17 квітня 2008.— Перевірено 17 липня 2007
11. ↑  Учасник The Beatles Пол Маккартні став першим британським музикантом-мільярдером. espreso.tv (укр.). Процитовано 17 травня 2024.
12. 1 2  BBC News: McCartney's Yesterday earns US accolade", 17 грудня 1999
13. ↑  «The UK's Best Selling Singles» ukcharts.20m.com — Перевірено 23 вересня 2007.
14. ↑  PETA: Go vegetarian with Sir Paul McCartney
15. ↑  Many Years From Now, c. 4
16. 1 2 3 4 5 6 7 8 9  BBC: The seven ages of Paul McCartney
17. 1 2 3 4 5 6  Студенческий меридиан, с. 55
18. 1 2  Авторизована біографія «Бітлз», Розділ «Пол»
19. 1 2  Paul McCartney: in His Own Words
20. ↑  Many Years From Now, c. 21
21. 1 2 3 4 5 6  Авторизована біографія «Бітлз», Розділ «Пол і Кворрімен»
22. ↑  Spitz 2005, c. 93
23. ↑  Many Years From Now, c. 33
24. ↑  Many Years From Now, с. 44
25. ↑  Many Years From Now, с. 32—38
26. ↑  Студенческий меридиан, с. 56
27. ↑  Авторизована біографія «Бітлз», с. 77
28. ↑  Spitz 2005. с. 126—127.
29. 1 2  Студенческий меридиан, с. 3
30. ↑  Авторизована біографія «Бітлз», c. 94
31. ↑  Авторизована біографія «Бітлз», с. 380—381
32. 1 2  Інтерв'ю Курту Лодеру
33. ↑  Авторизована біографія «Бітлз», с. 385
34. 1 2 3 4 5  Студенческий меридиан, с. 68—71
35. 1 2 3 4  The Paul McCartney Encyclopedia, розділ «Wings (band)»
36. 1 2  Студенческий меридиан, с. 72
37. ↑  ВВС Paul McCartney's 'Standing Stone'. Архів оригіналу за 8 січня 2009. Процитовано 12 червня 2008.
38. ↑  Сторінка Ані Алексєєв
39. ↑  «Beatle McCartney knighted Sir Paul by the Queen» CNN, 11 березня, 1997
40. ↑  BBC News: A Garland for Linda, 17 травня 1999
41. ↑  Сайт The Concert For New York City[en]
42. ↑  "Paul McCartney: When I'm 64", стаття Пола Веллелі. macca-central.com. Архів оригіналу за 21 березня 2008. Процитовано 18 червня 2008.
43. ↑  "McCartney signed to new Starbucks label". Архів оригіналу за 28 березня 2007. Процитовано 28 березня 2007.
44. ↑  Chaos and Creation in the Backyard [Архівовано 11 жовтня 2007 у Wayback Machine.], paulmccartney.com
45. ↑  Одіссея Пола Маккартні, с. 15—17
46. ↑  Одіссея Пола Маккартні, с. 28, 34-35
47. ↑  Many Years From Now, c. 219—220
48. 1 2  Рецензії на альбоми Маккартні Георгія Старостіна
49. ↑  В. Мамонтов "Нам повезло с Сержантом", 1992 (рос.)
50. ↑  BBC «McCartney gets arty» 30 квітня 1999
51. ↑  BBC News: McCartney and Yoko art exhibitions 20 жовтня 2000
52. ↑  Walker Art Gallery: The art of Paul McCartney, 24 травня 2002 — 4 серпня 2002. Архів оригіналу за 18 червня 2008. Процитовано 13 червня 2008.
53. ↑  Many years From Now, c. 41
54. ↑  Передмова Маккартні в «Blackbird Singing»
55. ↑  Прес-реліз до "High In The Clouds: An Urban Furry Tail". Архів оригіналу за 7 березня 2007. Процитовано 17 червня 2008.
56. ↑  Український переклад можна знайти тут [Архівовано 3 жовтня 2010 у Wayback Machine.]
57. ↑  https://112.ua/kultura/pol-makkartni-vypustil-detskuyu-knigu-o-dedushke-i-ego-vnukah-hey-grandude-506260.html Пол Маккартни выпустил детскую книгу о дедушке и его внуках Hey Grandude! (рос.)
58. ↑  BBC News: McCartney releases frog follow-up
59. ↑  Tropic Island Hum/We All Stand Together
60. ↑  Britain's rich list
61. ↑  Шлюборозлучний процес Маккартні й Міллз. Матеріали (PDF). Архів оригіналу (PDF) за 25 червня 2008. Процитовано 27 червня 2008.
62. ↑  http://www.mplcommunications.com/. Архів оригіналу за 6 листопада 2006. Процитовано 27 червня 2008. {{cite web}}: Зовнішнє посилання в |title= (довідка)
63. ↑  http://www.mplcommunications.com. Архів оригіналу за 1 квітня 2007. Процитовано 27 червня 2008. {{cite web}}: Зовнішнє посилання в |title= (довідка)
64. ↑  arts.guardian.co.uk
65. ↑  Sir Paul's GM foods pledge. BBC. 10 червня 1999. Архів оригіналу за 14 серпня 2023. Процитовано 11 листопада 2023. (англ.)
66. ↑  McCartney attacks China over fur. BBC. 28 листопада 2005. Архів оригіналу за 11 жовтня 2022. Процитовано 11 листопада 2023. (англ.)
67. ↑  'No-one is Beatle proof'. BBC. 3 травня 2006. Архів оригіналу за 23 січня 2022. Процитовано 11 листопада 2023. (англ.)
68. ↑  REM perform Burma protest concert. BBC. 20 червня 2005. Архів оригіналу за 19 жовтня 2023. Процитовано 11 листопада 2023. (англ.)
69. ↑  Архівована копія. Архів оригіналу за 10 червня 2008. Процитовано 27 червня 2008.{{cite web}}:  Обслуговування CS1: Сторінки з текстом «archived copy» як значення параметру title (посилання)
70. ↑  http://www.guinnessworldrecords.com/default.aspx
71. ↑  Архівована копія. Архів оригіналу за 31 грудня 2006. Процитовано 5 липня 2008.{{cite web}}:  Обслуговування CS1: Сторінки з текстом «archived copy» як значення параметру title (посилання)
72. ↑  http://www.everyhit.com/record1.html
73. ↑  Sir Paul is Your Millennium's greatest composer
74. ↑  Live 8 track tops download chart, news.bbc.co.uk
75. ↑  Архівована копія. Архів оригіналу за 26 листопада 2009. Процитовано 5 липня 2008.{{cite web}}:  Обслуговування CS1: Сторінки з текстом «archived copy» як значення параметру title (посилання)
76. ↑  Sir Paul hits 3,000 in Russia. BBC. 20 червня 2004. Архів оригіналу за 11 квітня 2021. Процитовано 11 листопада 2023. (англ.)
77. ↑  www.beatles.ru Ненсі Шевелл
78. ↑  «Пол Маккартні одружився втретє». УНІАН
79. ↑  BBCUkrainian: Легендарний Маккартні їде в Україну.
80. ↑  Пол Маккартні виступить в Україні [Архівовано 13 жовтня 2018 у Wayback Machine.](music.com.ua, 24 квітня 2008)
81. 1 2  pinchukfund.org Пол Маккартні зіграє концерт «Independence Concert» у Києві. Архів оригіналу за 3 травня 2008. Процитовано 22 травня 2008.
82. ↑  Відео-звернення Маккартні до українців. Архів оригіналу за 10 червня 2008. Процитовано 14 червня 2008.
83. ↑  До приїзду Пола МакКартні у Києві відкрили музей "The Beatles". 5 канал. 07 червня 2008. Архів оригіналу за 1 липня 2012.
84. ↑  https://web.archive.org/web/20090101134933/http://www.beatles.com.ua/news_publications/Paul_McCartney_in_Kyiv/613.html
85. ↑  https://web.archive.org/web/20110531003321/http://beatlesinmylife.org.ua/ BeatlesInMyLife.org.ua
86. ↑  Ексклюзивне інтерв'ю Пола Маккартні за 2 дні до концерту [Архівовано 2008-06-17 у Wayback Machine.], 13 червня 2008
87. ↑  Концерт Маккартні зібрав в Києві понад півмільйона глядачів [Архівовано 17 червня 2008 у Wayback Machine.], 16 червня 2008
88. ↑  Газета по-українськи: Ющенко подарував Полу Маккартні вишиванку. Архів оригіналу за 18 листопада 2008. Процитовано 16 червня 2008.
89. ↑  Paul McCartney shares message of unity with Ukraine (амер.). 1 березня 2022. Процитовано 10 березня 2022.
90. ↑  Paul McCartney. Facebook (укр.). Процитовано 10 березня 2022. Remembering playing for our friends in Ukraine in Independence Square in 2008 and thinking of them in these difficult times. We send our love and support. 🇺🇦
91. ↑  @paulmccartney (28 лютого 2022). https://twitter.com/paulmccartney/status/1498391843637456896 (Твіт)  (укр.). Процитовано 10 березня 2022 — через Твіттер.